# Vivario
Pour l'ancienne circonscription, voir Vivario (piève).
Vivario (Gatti-di-Vivario jusqu'en 1920) est une commune française située dans la circonscription départementale de la Haute-Corse et le territoire de la collectivité de Corse. La commune portait le nom de Gatti-di-Vivario jusqu'en 1920. Elle appartient à l'ancienne piève de Vivario.

## Géographie

### Localisation
Vivario est une des sept communes composant le canton de Venaco, en limite des départements de Haute-Corse et de Corse-du-Sud. Elle se trouve dans le « territoire de vie » appelé Centru di Corsica, du Parc naturel régional de Corse dont elle est adhérente. Elle était incluse dans la piève de Vivario.
Communes limitrophes

### Géologie et relief

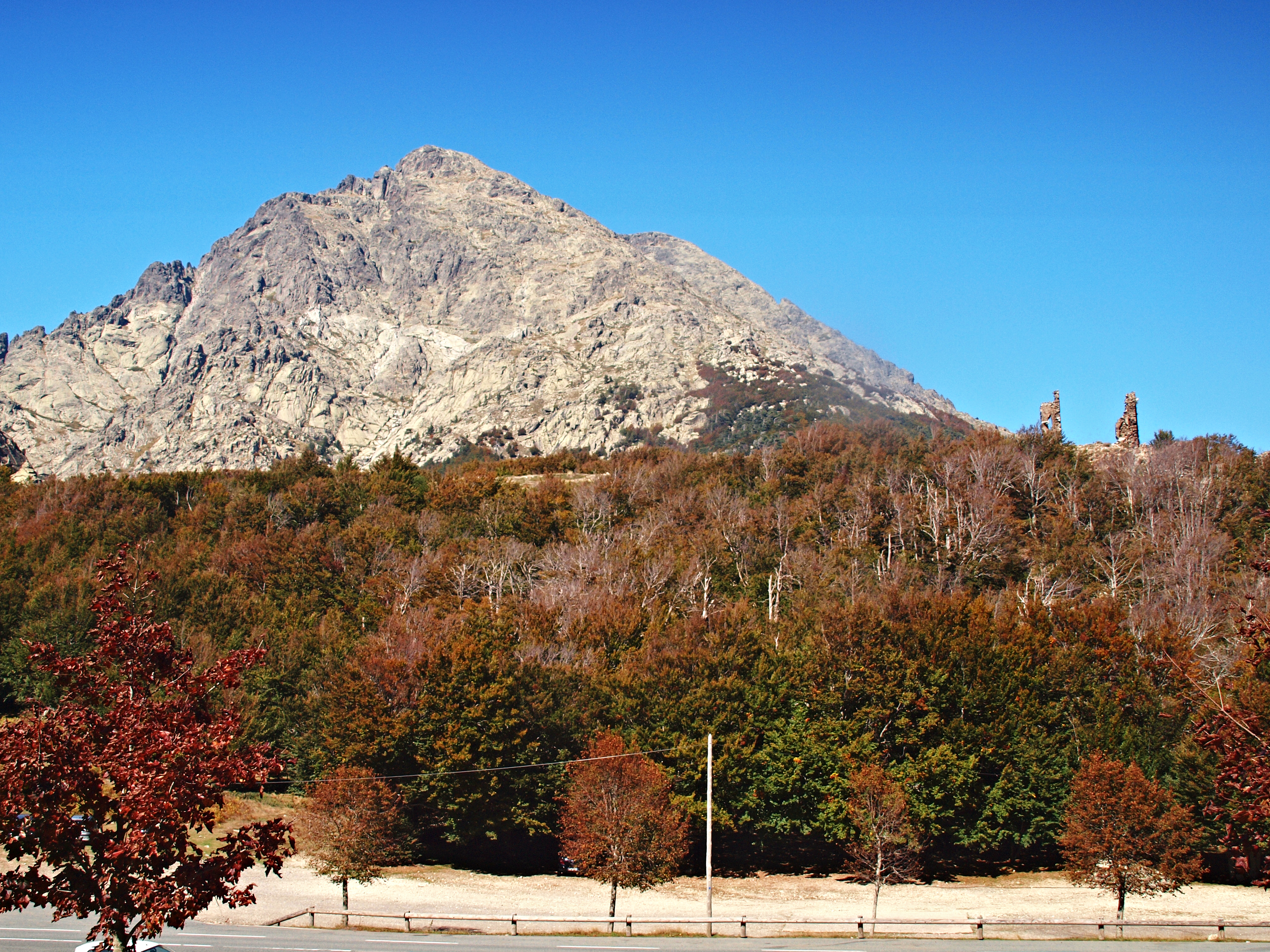
Ruines du fort de Vizzavona et le Monte d'Oro.

Vivario est une commune de montagne située au centre de la Corse culminant au Monte d'Oro (2 389 m). Elle est située à la jonction de la Corse hercynienne et alpine, aux confins des massifs du Monte Rotondo au nord (Monte d'Oro, Migliarello) et du Monte Renoso au sud (Punta Dell'Oriente) ; elle est adossée au flanc oriental de la dorsale de l'île.Son altitude est de 650 m (en moyenne), puisque la gare ferroviaire, en bas du village est à 616 m, et le haut du village culmine à 700 m d'altitude. Celle-ci constitue la limite du territoire communal entre la Bocca Manganello (1 800 m) au nord et la Punta Dell'Oriente (2 112 m) au sud. Son territoire s'étend sur la haute vallée de la rivière Vecchio et celle de son affluent le ruisseau Manganello qui sont les principaux cours d'eau prenant leur source sur la commune.

### Hydrographie

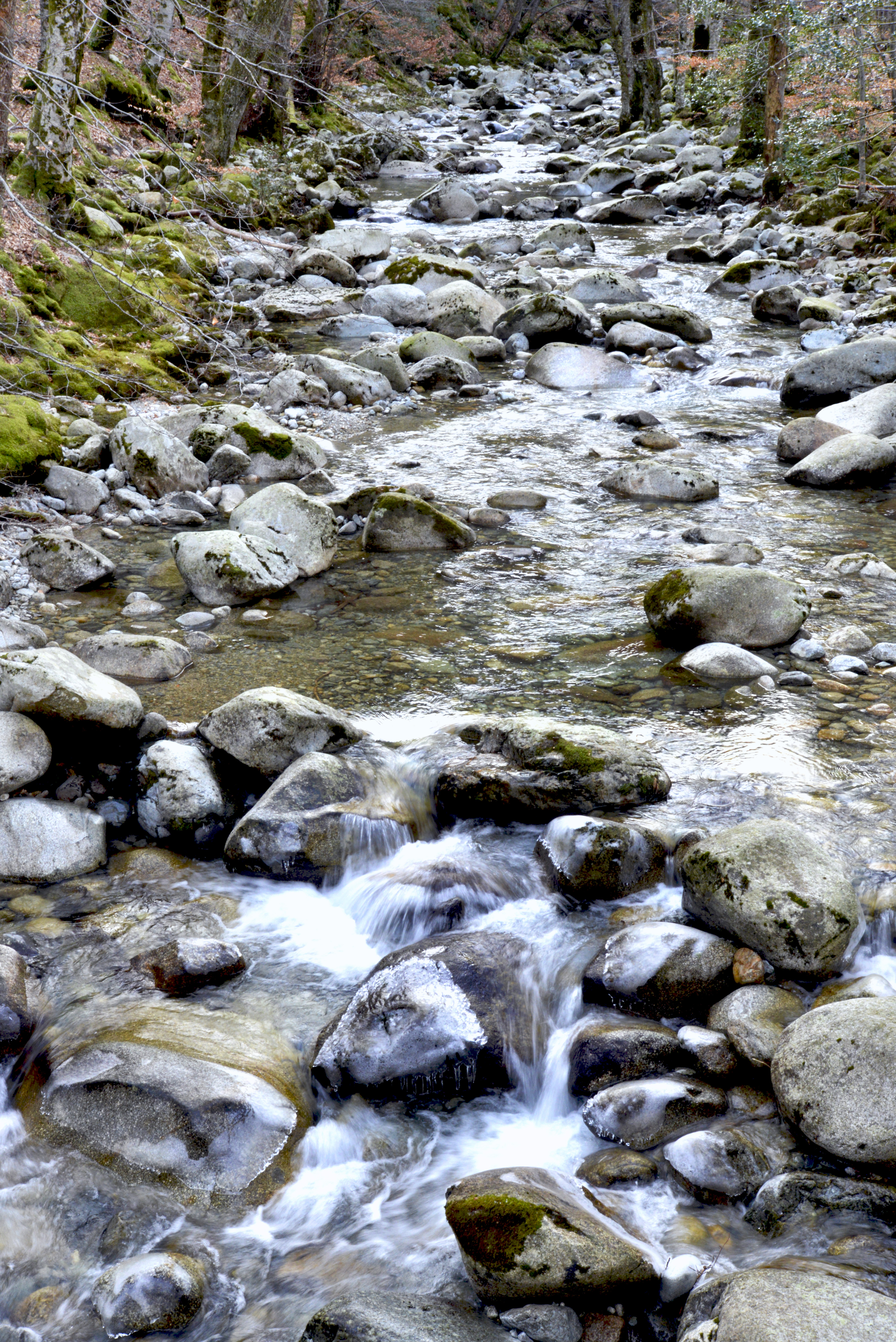
L'Agnone dans la forêt de Vizzavona.

Commune de haute montagne, Vivario possède un réseau hydrographique dense.
Le Vecchio affluent du Tavignano, est son principal cours d'eau. Il naît à environ 1 700 mètres d'altitude, sous le nom de ruisseau de Fulminato, dans la forêt de Vizzavona, entre le Monte d'Oro et la Punta di l'Oriente, sur le flanc oriental de la Punta Scarpiccia 1 813 mètres.
Le ruisseau de Manganello est son principal affluent. Celui-ci prend sa source au S-SO du lac de Bettaniella à 2 321 m d'altitude, au pied du Monte Rotondo (sur le territoire de Venaco).
Le ruisseau de Santa-Maria, autre affluent du Vecchio, prend naissance dans la forêt territoirale de Rospa Sorba, sur le flanc nord de la Punta Muro (1 565 m), « à cheval » sur Muracciole et Ghisoni. Il délimite en partie Muracciole et Vivario. Il prend le nom de ruisseau de Forcaticcio dès son entrée sur Vivario.
Sommet emblématique de la commune, le Monte d'Oro a donné son nom à deux lacs d'origine glaciaire au nord-ouest : le grand lac d'Oro (1 970 m) et le petit lac d'Oro (1 563 m).

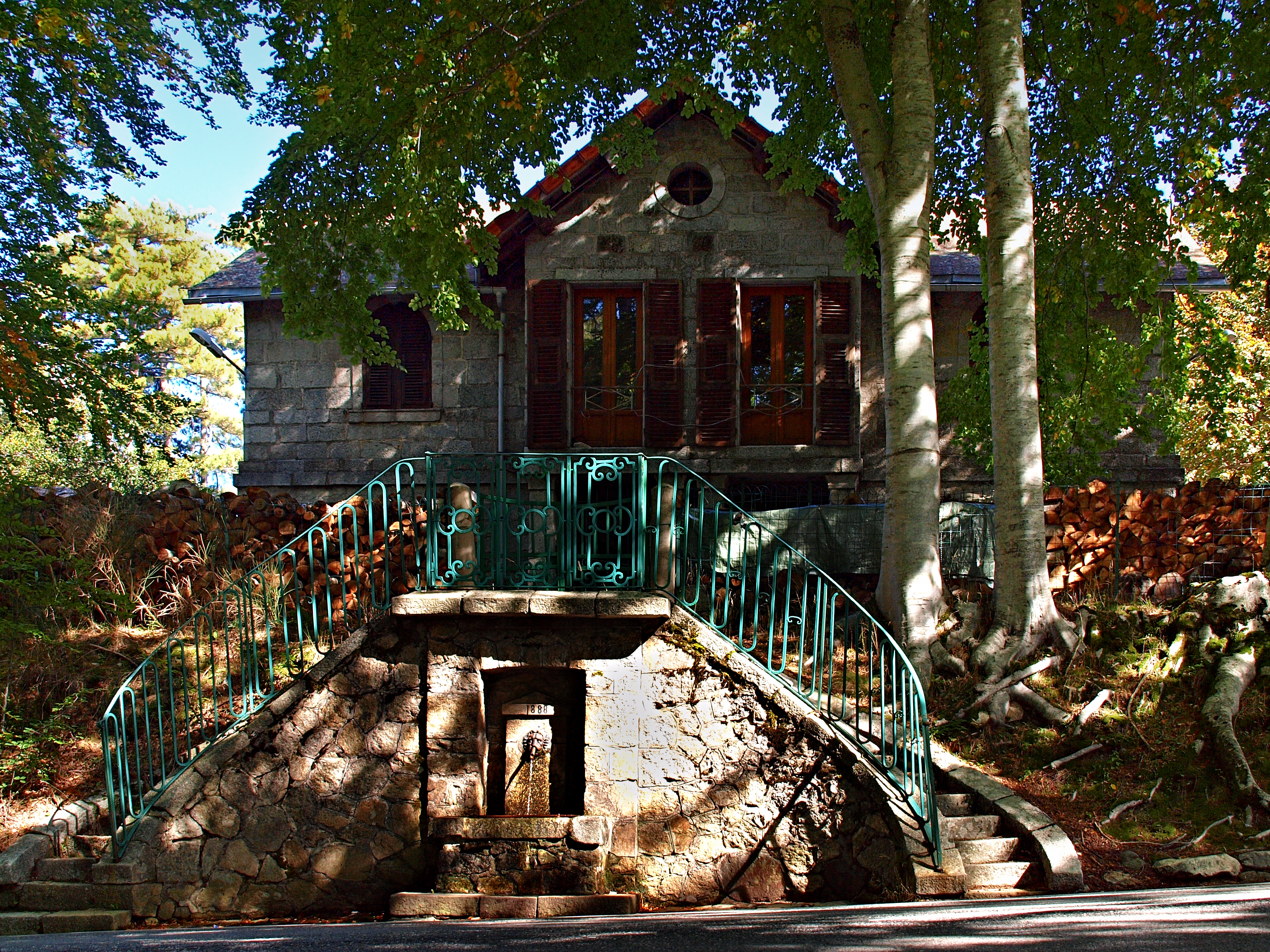
Fontaine de Caracuto au pied de la maison forestière.

Les sources et fontaines sont nombreuses. Citons celles qui sont nommées sur les cartes : fontaines de Vizzavona (Foce), d'Acqua Bollita, de Fulminato, d'Ajola, de Caracuto (maison forestière), de l'Occhio et de Cioccio (Tattone), de Marsiglio et de Cardiccia (San Petro), de Coste Maio (Canaglia), de Sambuco (Savaggio), de Varchisese (lieu-dit Filette).

### Climat et végétation
La commune de Vivario est située à une altitude moyenne supérieure à 1 000 mètres. Aussi, les hivers y sont rudes. Plusieurs fois en période hivernale, la neige perturbe la circulation sur la route territoriale 20 pour le franchissement du col de Vizzavona dès le passage à niveau automatique de la voie ferrée (869 m).
Quoique bâti sur une arête rocheuse à une altitude moyenne de 650 mètres, sur les flancs orientaux d'un petit chaînon montagneux orienté dans un axe sud-nord depuis la Punta Chiova (1 465 mètres), au nord du Monte Grosso, le village ne bénéficie pas d'un long ensoleillement journalier car entouré au sud et à l'est, d'une ligne de crête, celle d'un chaînon secondaire de la chaîne principale de l'île, articulé à la Punta dell'Oriente (2 112 m) et comprenant les sommets Punta Chiova (1 465 m), le col de Sorba (1 311 m), Punta Muro (1 565 m) Punta Paglia (1 528 m) et Punta di Tana (1 281 m), et à l'ouest par la haute ligne de crête de la dorsale corse, du Monte Rotondo au Monte d'Oro.
Son territoire est couvert en grande partie par des forêts :

#### Forêt territoriale de Vizzavona
La forêt territoriale de Vizzavona, au sud de la commune, célèbrement connue, était un lieu de villégiatures pour de nombreux Anglais au début du XXe siècle avec à l'époque deux hôtels situés à proximité de la gare. Elle a été chantée par Tino Rossi. D'une superficie de 1 634 ha, elle est composée de grands pins laricio (60 %) à l'étage inférieur et de hêtres (20 %) à partir de 1 100 m d'altitude.

#### Forêt communale de Vivario
La forêt communale de Vivario au nord de la commune, s'étale sur 2 821 ha de part et d'autre de la rivière Manganello qui vient grossir la rivière Vecchio près du hameau de Canaglia. Elle est composée de pins laricio.

#### Forêt territoriale de Rospa Sorba
La forêt de Rospa-Sorba est une forêt territoriale de 766 ha que se partagent Vivario, Noceta, Rospigliani, Vezzani et Pietroso. Elle est également composée de pins laricio.

### Voies de communication et transports

#### Accès routiers

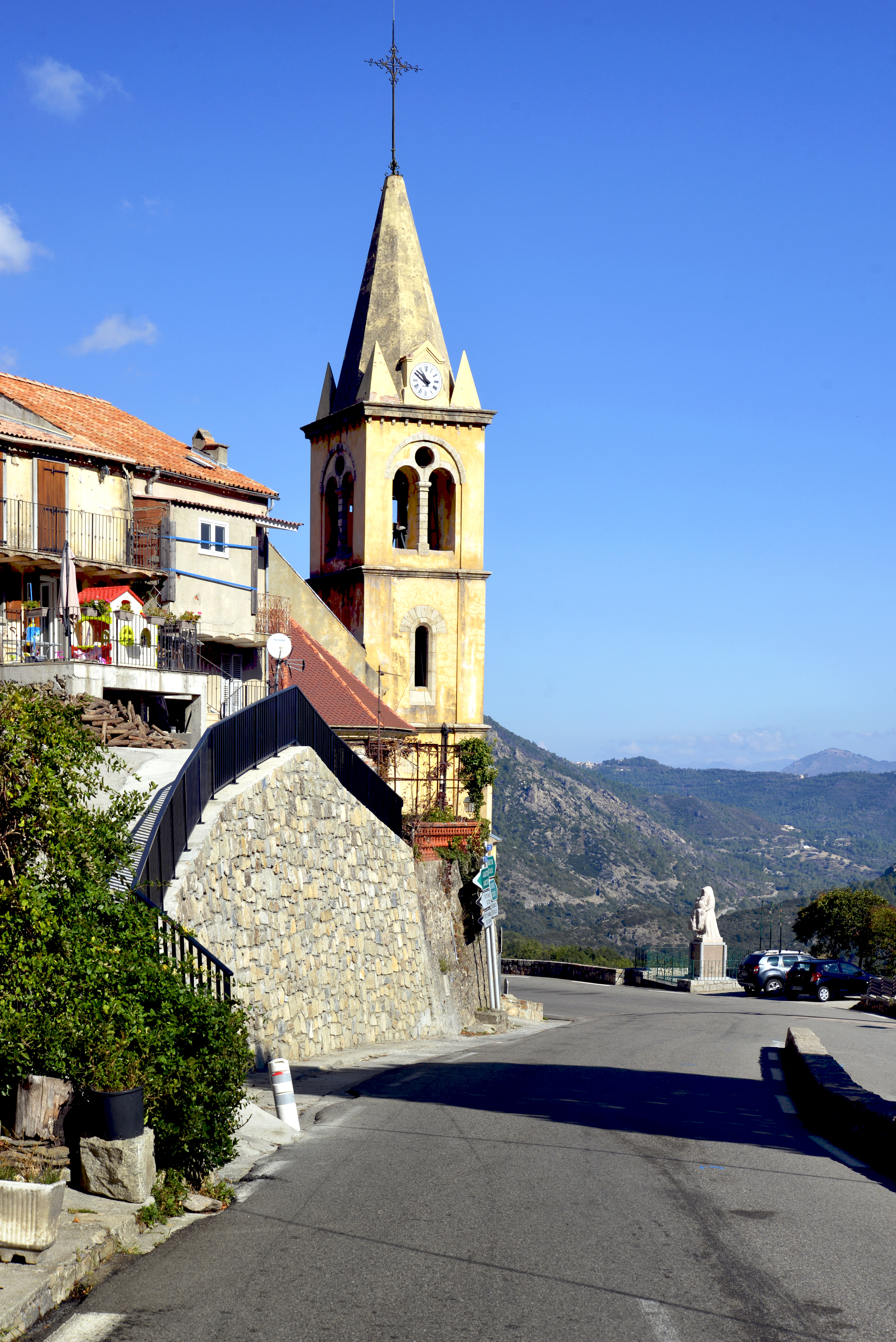
Au cœur du village, la jonction des routes T20 et D 343 à droite vers Muracciole.

Le village de Gatti est traversé par la T20, route reliant les deux métropoles de l'île, que sont Ajaccio via le col de Vizzavona (1 163 m), et Bastia via Corte, distantes respectivement de 59 km et de 90 km.
Depuis 2017, il n'est plus desservi par la ligne régulière d'autocars qui assuraient la liaison Ajaccio - Bastia et vice versa.
La traversée du village par la T20 n'est pas toujours chose aisée, surtout l'hiver, la neige perturbant la circulation aux cols de Vizzavona et de Sorba. La route est étroite, sinueuse au cœur du village; le stationnement y est difficile malgré les aires de parking créées. Les poids lourds et autocars ne peuvent s'y arrêter.
Vivario est également relié aux villages voisins de Vezzani via Muracciole par la D343 (carrefour au cœur du bourg) et à Ghisoni via le col de Sorba (1 311 m)  par la D69 (ancienne RN 194 entre Corte et Sartène), le carrefour dit « au Chalet » se situant au-dessus du bourg.
À savoir, l'existence d'une station-service en bordure de la RN 193, T20 à Tattone, qui est la seule de la commune et des communes environnantes.

#### Transports
Ferroviaires

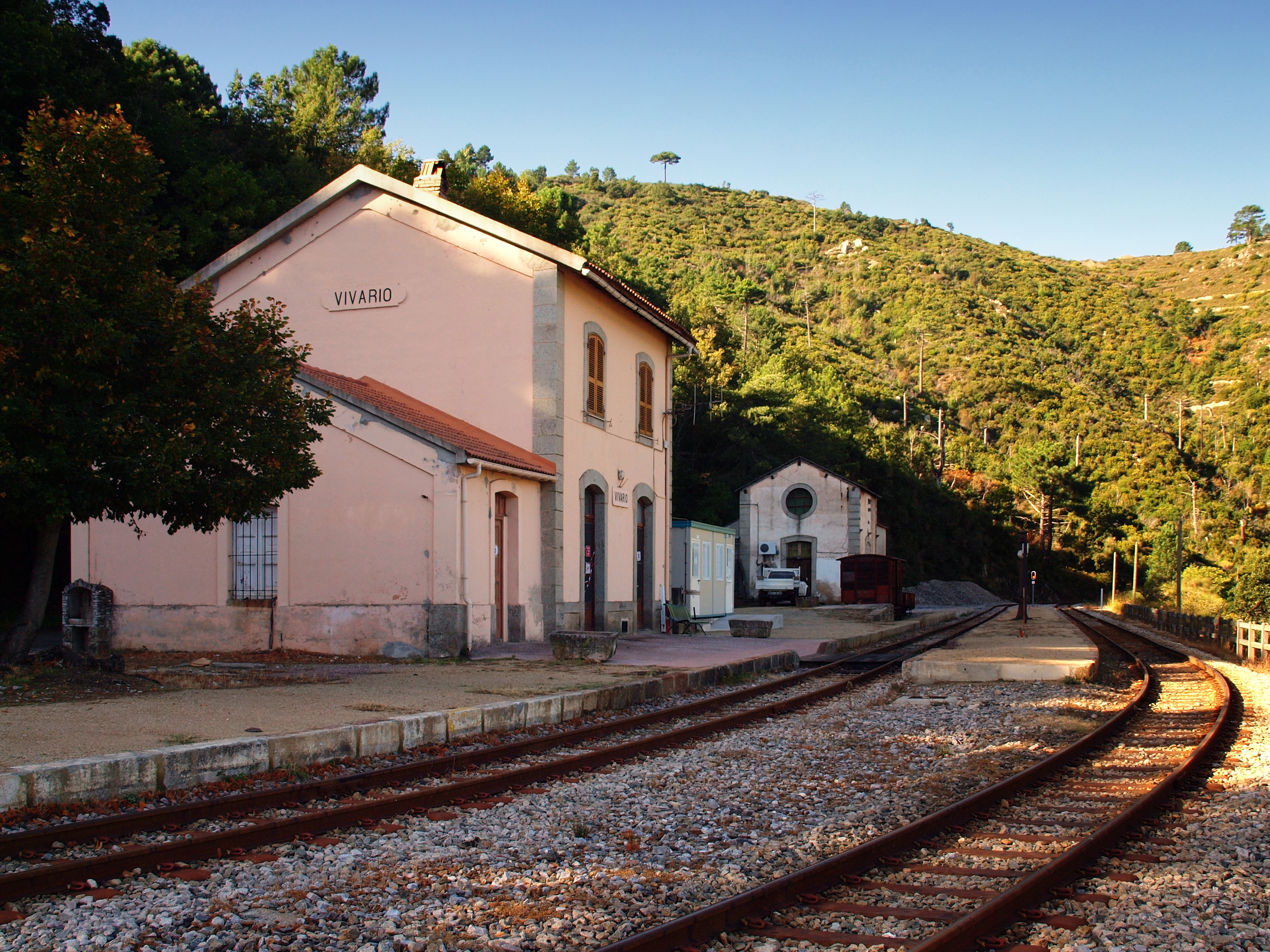
La gare de Vivario avant sa rénovation en 2015.

La commune est traversée par la ligne de Bastia à Ajaccio des Chemins de fer de Corse. De nombreux ouvrages d'art (ponts, tunnels) et deux passages à niveau ont dû être créés (sur l'actuelle route T20) pour faire passer la voie ferrée. Sous le col de Vizzavona, un tunnel ferroviaire de 3,916 km a été mis en service en 1889. Une dizaine d'autres tunnels ont été percés jusqu'au pont du Vecchio, dont les tunnels de Fumaccie et de Forcalo.
Deux gares sont exploitées sur la commune : 
- la gare de Vivario ;
- la gare de Vizzavona, point de départ pour de nombreux randonneurs vers le GR 20 et la"Cascade des Anglais".

Il existe aussi un arrêt à Savaggio (Savaghju) appelé gare du Camping Savaggio et un autre à Tattone.
Aériens et maritimes
Le village est distant, par route, de :
- 56 km de l'aéroport d'Ajaccio-Napoléon-Bonaparte ;
- 73 km de l'aéroport de Bastia Poretta ;
- 58 km du port de commerce d'Ajaccio ;
- 83 km du port de commerce de L'Île-Rousse ;
- 91 km du port de commerce de Bastia ;
- 101 km du port de commerce de Porto-Vecchio.

## Urbanisme

### Typologie
Au 1er janvier 2024, Vivario est catégorisée commune rurale à habitat dispersé, selon la nouvelle grille communale de densité à sept niveaux définie par l'Insee en 2022.
Elle est située hors unité urbaine. Par ailleurs la commune fait partie de l'aire d'attraction de Corte, dont elle est une commune de la couronne,. Cette aire, qui regroupe 34 communes, est catégorisée dans les aires de moins de 50 000 habitants,.

### Occupation des sols
L'occupation des sols de la commune, telle qu'elle ressort de la base de données européenne d’occupation biophysique des sols Corine Land Cover (CLC), est marquée par l'importance des forêts et milieux semi-naturels (99,9 % en 2018), une proportion identique à celle de 1990 (100 %). La répartition détaillée en 2018 est la suivante : 
forêts (62,1 %), espaces ouverts, sans ou avec peu de végétation (21,3 %), milieux à végétation arbustive et/ou herbacée (16,5 %). L'évolution de l’occupation des sols de la commune et de ses infrastructures peut être observée sur les différentes représentations cartographiques du territoire : la carte de Cassini (XVIIIe siècle), la carte d'état-major (1820-1866) et les cartes ou photos aériennes de l'IGN pour la période actuelle (1950 à aujourd'hui).

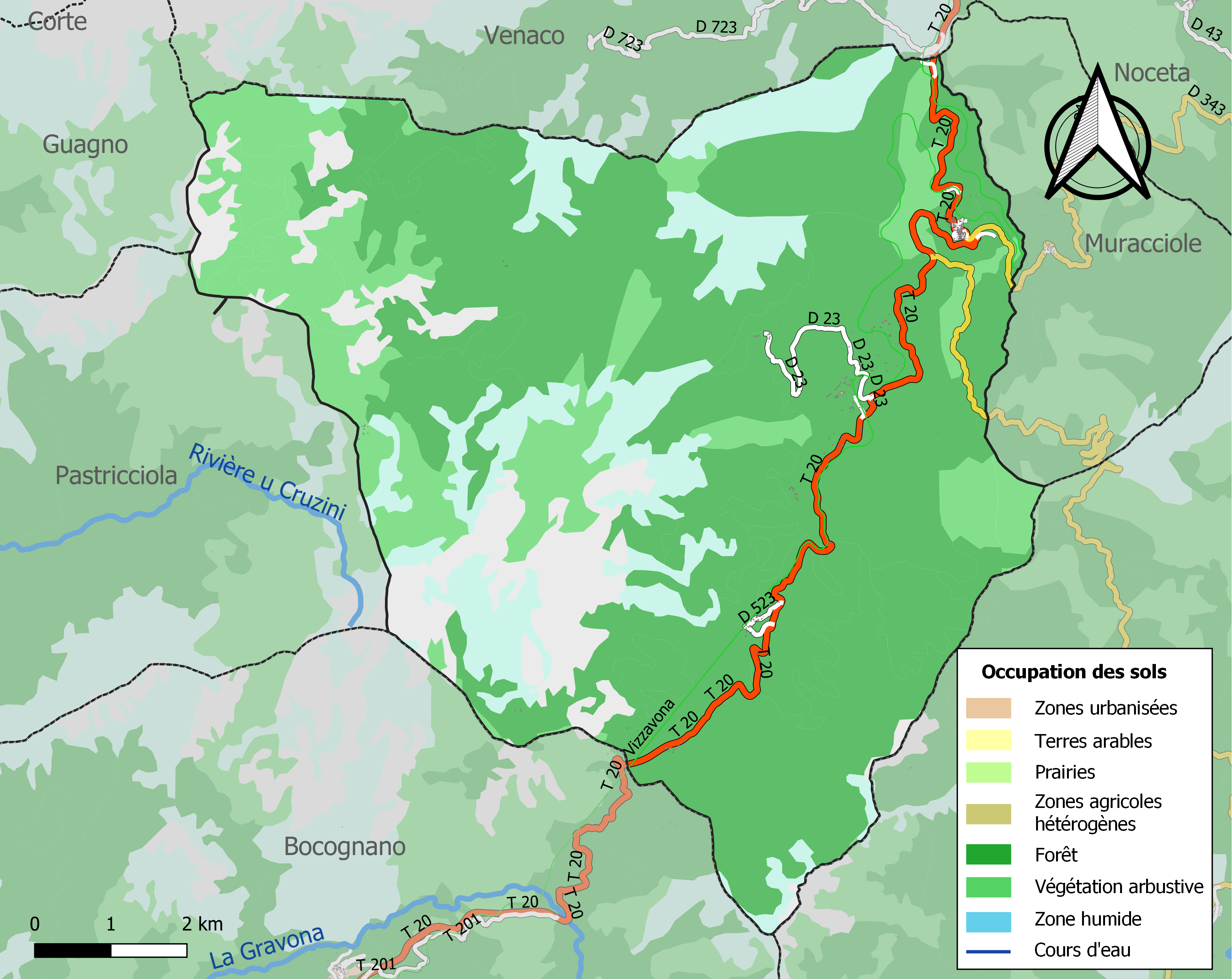
Carte des infrastructures et de l'occupation des sols de la commune en 2018 (CLC).

### Hameaux, lieux-dits, écarts
Les habitations sont regroupées au bourg de Gatti et dans les hameaux éloignés de Tattone, Canaglia et Vizzavona.

#### Gatti
Pour les articles homonymes, voir Gatti.

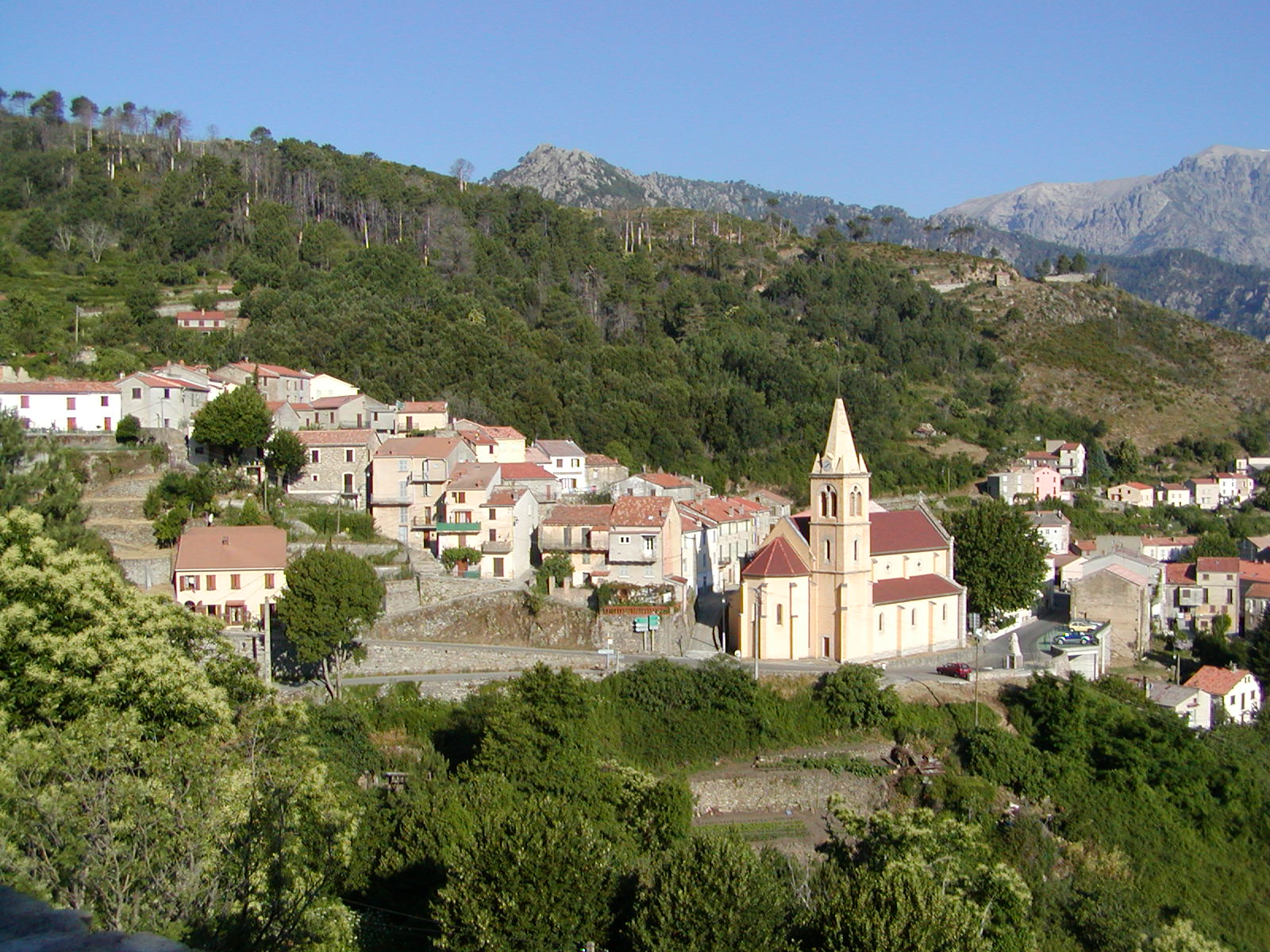
Le village de Gatti, chef-lieu de la commune.

Gatti est le bourg d'une grande commune. Il comporte deux hameaux, Gatti Suprani le plus haut, et Costa côté gare. Le bâti est dans l'ensemble ancien mais rénové. Le village est flanqué au nord du Monte Grosso (1 004 m). Il est situé dans un petit cirque montagneux et domine la vallée du Vecchio. Au cœur du village se dresse l'église Saint-Pierre-aux-liens, en bordure de l'ex RN 193. Celle-ci passe en plein village ; sa traversée n'est pas toujours aisée pour les poids-lourds.
Sur la place publique, se trouve la remarquable fontaine "Diane chasseresse".
Le haut du village est appelé « la matticia ».
Un peu plus loin, proche de la jonction des routes T20 et  , le monument aux morts supporte une Piéta, remarquable œuvre du sculpteur corse Noël Bonardi, en granit rose poli pesant 4 tonnes pour une hauteur de 3,50 m. L'œuvre la plus remarquable de l'artiste est certainement le Christ de Verghju au col de Vergio (1 478 m - Albertacce), une pièce unique de granit haute de 6 mètres et pesant 25 tonnes.

#### Tattone
Tattone (de son fondateur, de nom Antoine - Anton en langue corse) est un hameau sur la route Ajaccio-Bastia. S'y implantât en 1955, et malgré le ferme rejet de ses habitants effrayés, un sanatorium départemental  au lieu-dit « le Cimetière des Allemands ». Devenu ensuite préventorium, celui-ci est aujourd'hui l'un des trois sites du Corte#Centre hospitalier intercommunal Corte-Tattone à Corte.
Plus proche du village, le lieu-dit Savaggio où se trouve un camp de vacances de l'Éducation nationale. Les Chemins de fer de Corse y ont un arrêt. Tattone a une petite chapelle, San Pietro, entre la hameau et Savaggio. Le hameau fut équipé récemment d'un réservoir d'eau pour l'alimentation du village et d'une station d'épuration. Le stade de football date des années 1950. Une station-service s'y trouve en bordure de la route territoriale 20.

#### Canaglia
Hameau isolé dans les gorges du ruisseau de Manganello, sur la rive droite peu avant sa confluence avec la rivière Vecchio, Canaglia est composé de quelques habitations. On y accède par la petite route D 23 à partir du col de Campo di Lupo sur la RT20. La D 23 sinueuse et étroite qui enjambe le Vecchio au pont de Mulinello un kilomètre avant le hameau, conduit au bout de 4 kilomètres à Canaglia. Sur la minuscule placette, se trouve une vieille fontaine. Un peu plus haut dans le vallon du Manganello, existe une ancienne maison forestière en ruine.
Canaglia est traversé par le sentier de grande randonnée Mare a Mare Nord Variante qui longe le Manganello et rejoint le GR 20 à la passerelle de Tolla, sous les bergeries du même nom.

#### Vizzavona
Vizzavona est un hameau situé au sud de la commune, à 900 mètres d'altitude, au pied du Monte d'Oro (2 389 m), à 2,5 km au NE du col de Vizzavona. Vizzavona possède deux petites chapelles isolées dans la forêt.

## Histoire

### Préhistoire
L'Abri Southwell qui se situe au pied du Monte d'Oro, témoigne de l'occupation du site durant la préhistoire. Cette petite grotte, fouillée et vidée de son contenu à la fin du XIXe siècle par Forsyth-Major, savant paléontologue anglais de la Société préhistorique française, avait été occupée durant deux périodes néolithiques distinctes et distantes dans le temps, au VIe et au IIIe millénaire.
Par la suite, dans les déblais, le père Doazan, ramassera quelques pièces lithiques qu'on peut voir au musée de préhistoire de Sartène :  27 pointes de flèche, 28 fragments de lames et 98 armatures tranchantes tout à fait caractéristiques du Néolithique ancien.

### Moyen Âge
Dans le Haut Moyen Âge, Vivario était dominé par Amondino ancêtre des Amondaschi seigneurs en Casacconi, Costiere, Rostino, Giuvellina, Niolo, puis Talcini, Venaco, Casinca et Marana. Amondino avait prêté son concours à Oberto ancêtre des Malaspina et des Obertenghi, un descendant de Boniface marquis toscan fondateur de Bonifacio, pour reconquérir le Nord-est de la Corse occupé par les Maures. Le légendaire Ugo Colonna, patricien romain nommé comte de Corse par le Pape, avait démarré cette reconquête vers 860, avec ses fils et leurs compagnons dont Amondo Nasica souche des Amondaschi.

« Dans la piève de Rogna, au-delà de la rivière, se trouve le pays de Vivario qui contient trois villages, le Muracciuole, le Arche et li Gatti ; trois autres se trouvent presque en dehors de Vivario, ce sont Noceta, Rospigliani et Antisanti, qui est le village le plus considérable des trois »

— Mgr Giustiniani in Dialogo nominato Corsica, traduction de l'Abbé Letteron in Histoire de la Corse, Description de la Corse tome I p. 36.
- 1486 - En lutte contre l'Office de Saint Georges, Giovan Paolo di Leca qui s'était allié à Rinuccio Della Rocca, après avoir franchi les Monts, avait tenu une veduta (assemblée générale) à Vivario avec Guglielmo d'Ortale, Lanfranco de Matra, les fils de Lupacciuolo et des gens du peuple[13].

### Temps modernes
Au début du XVIe siècle, Vivario faisait partie des lieux habités de la piève de Rogna. Vers 1520, la pieve comptait environ 4 250 habitants et avait pour lieux habités : li Gati, le Murachiole, Arche, Herbajolo, la Valle di Sera, la Fosigia, la Lamella, Altiani, lo Petragio, lo Pè di la Corte, lo Lunello, Porra, lo Piano Buono, la Petra Serena, Santa Maria de Talsini, Corte, Omessa, Santa Lutia, Tralunca, lo Soarello, Castirla..
Au XVIIIe siècle, malgré le découpage opéré (la Rogna a cédé du terrain aux pievi de Talcini et de Venaco), Vivario est toujours dans la Rogna qui, après le traité de Versailles du 15 mai 1768, prend le nom de pieve du Tavignano.
La commune de Vivario est située sur un passage stratégique de l'intérieur de la Corse. Seconde moitié du XVIIIe siècle, le général français Comte de Vaux alors Gouverneur de Corse, fit bâtir par ses troupes deux ouvrages de défense :
- 1770 - Le fortin de Pasciolo est construit sur un piton rocheux à 792 m d'altitude pour surveiller la vallée du Vecchio.

Sous la Convention le général Morand le fit transformer en prison pour y enfermer les rebelles du Fiumorbu.
- 1772 - Le Fort de Vaux est construit au col de Vizzavona. Plus communément appelé Fort di a Foce, ce fort avait été construit au col même, à 1 190 m, face au Monte d'Oro. Ses ruines sont encore visibles depuis la RT20.
- 1789 - La Corse fait partie du royaume de France.
- 1790 - Avec la Révolution française, est créé le département de Corse, puis en 1793, celui de El Golo (l'actuelle Haute-Corse). la pieve du Tavignano prend le nom de canton du Tavignano. La commune dans le district de Corte, portait le nom de Gatti-di-Vivario. Elle garde ce nom jusqu'en 1920, date à laquelle elle prend le nom de Vivario.
- 1793 - Le canton de Tavignano devient le canton du Vecchio puis, en 1828, le canton de Venaco[15].
- 1794 - Naissance du royaume de Corse.

Le 19 juin, une Consulte générale du peuple corse à Corte vote une constitution qui fait de la Corse une nation indépendante sous la protection de l’Angleterre.
- 1796 - L’ordre est donné à Sir Elliot d’évacuer la Corse. Les troupes françaises reprennent l'île.
- 1824 - Vivario ainsi que Muracciole, Tallone et Zuani cèdent une partie de leurs terres pour la création de la commune d'Aléria.
- 1864 - Vivario et Vezzani cèdent des terres pour la création de la commune d'Aghione.

### Époque contemporaine
- 1954 - le canton de Venaco comprend les communes de Casanova, Muracciole, Poggio-di-Venaco, Riventosa, Santo-Pietro-di-Venaco, Venaco et Vivario qui comptait 616 habitants en cette année[14].

## Toponymie
En corse, le toponyme Vivariu, prononcé [biˈwaːrju], désigne non pas le chef-lieu en particulier mais la contrée regroupant les villages de Gatti, Arca (ruiné) et Muracciole. Ce nom provient du latin vivarium signifiant « vivier ».
Le village de Gatti s'écrit en corse Ghjatti et est prononcé [ɟatːi]. Ses habitants sont les Ghjattulacci (Gattolais).

## Politique et administration

### Liste des maires
| Période                                  | Période  | Identité             | Étiquette | Qualité |
| ---------------------------------------- | -------- | -------------------- | --------- | ------- |
| 2001                                     | 2005     | Jean-Pierre Combette |           |         |
| 2005                                     | 2008     | Hélène de Meyer      |           |         |
| 2008                                     | 2016     | Hyacinthe Raffiani   |           |         |
| 2016                                     | En cours | Venture Selvini      |           |         |
| Les données manquantes sont à compléter. |          |                      |           |         |

## Population et société

### Démographie
L'évolution du nombre d'habitants est connue à travers les recensements de la population effectués dans la commune depuis 1800. Pour les communes de moins de 10 000 habitants, une enquête de recensement portant sur toute la population est réalisée tous les cinq ans, les populations de référence des années intermédiaires étant quant à elles estimées par interpolation ou extrapolation. Pour la commune, le premier recensement exhaustif entrant dans le cadre du nouveau dispositif a été réalisé en 2004.

En 2022, la commune comptait 429 habitants, en évolution de −2,72 % par rapport à 2016 (Haute-Corse : +5,15 %, France hors Mayotte : +2,11 %).
| 1800 | 1806 | 1821 | 1831 | 1836 | 1841 | 1846 | 1851 | 1856  |
| ---- | ---- | ---- | ---- | ---- | ---- | ---- | ---- | ----- |
| 702  | 710  | 735  | 784  | 843  | 789  | 997  | 919  | 1 124 |

| 1861  | 1866  | 1872  | 1876  | 1881  | 1886  | 1891  | 1896  | 1901  |
| ----- | ----- | ----- | ----- | ----- | ----- | ----- | ----- | ----- |
| 1 257 | 1 470 | 1 126 | 1 071 | 1 210 | 1 268 | 2 727 | 1 395 | 1 137 |

| 1906  | 1911  | 1921 | 1926  | 2004 | 2006 | 2009 | 2014 | 2019 |
| ----- | ----- | ---- | ----- | ---- | ---- | ---- | ---- | ---- |
| 1 170 | 1 010 | 930  | 1 024 | 503  | 506  | 532  | 452  | 428  |

| 2022 | - | - | - | - | - | - | - | - |
| ---- | - | - | - | - | - | - | - | - |
| 429  | - | - | - | - | - | - | - | - |

### Enseignement
Vivario dispose d'une école élémentaire publique, située en contrebas de la piazza Diana, au centre administratif du village qui héberge mairie, poste et école.

Les établissements d'enseignements secondaire et supérieur : collège et lycée Pascal Paoli, et Université de Corse-Pascal-Paoli, se trouvent à Corte, ville distante de 22 km par la route T20 ou par voie de chemin de fer.

### Santé
L'ancien sanatorium départemental à Tattone, aujourd'hui faisant partie de l'hôpital régional de Corte, dispose de 80 lits et d'une maison d'accueil spécialisée.
Les médecins les plus proches sont établis à Vezzani (6,27 km) et à Venaco (7,32 km).

La commune ne dispose pas de pharmacie. la pharmacie la plus proche est celle à Venaco (7,32 km).

### Sports

#### Randonnées

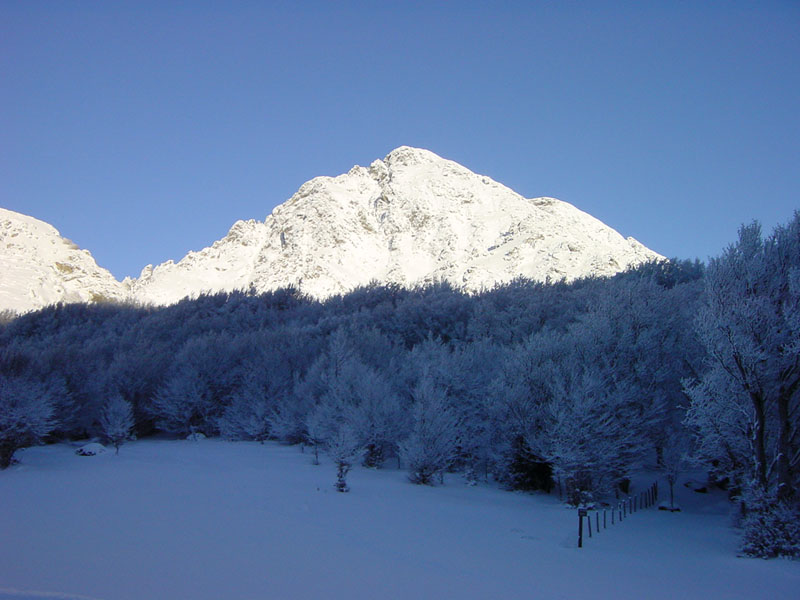
Le Monte d'Oro enneigé

- Le GR20 : venant du refuge de Petra Piana (1 842 m - Venaco) du P.N.R.C., il descend au fond de la vallée du Manganello jusqu'à sa confluence avec le ruisseau de Grottaccia, remonte le cours de celui-ci, puis passe par le refuge de l'Onda (1 455 m) également du P.N.R.C., la Cascade des Anglais (1 111 m), la gare de Vizzavona, traverse la RT 20 à proximité de la maison forestière de l'O.N.F. et se poursuit vers Bocca Palmente (1 657 m - Ghisoni). Une variante du GR20 balisée en jaune relie les deux refuges en suivant la crête de la Punta all'Altore[Note 4] (2 021 m).
- Le GR « Mare a Mare Nord variante ». Ce chemin passe au cœur du village et par le hameau de Canaglia. Il permet de rejoindre le GR20 à la passerelle de Tolla (942 m).
- Un sentier balisé au dénivelé important permet d'atteindre le Monte d'Oro en passant par les bergeries de Pozzarelli. Son départ est situé à la chapelle Notre-Dame des Neiges de Vizzavona, à 942 mètres d'altitude, où passe également le GR 20.
- Le sentier archéologique de l'Abri Southwell. Ce sentier de découverte du patrimoine préhistorique, démarre de la gare de Vizzavona. Long d'environ 1,5 km, il longe la voie ferrée en direction du Nord-est. Son balisage est constitué de pictogrammes spécifiques à l'archéologie. Il emprunte d'abord une piste forestière longeant le Vecchio puis se poursuit par un sentier jusqu'à l'abri sous roche.
- La Cascade des Anglais du ruisseau L'Agnone est sur le passage du GR20. Elle est le but de balades de nombreux résidents et vacanciers.

Un départ par une piste depuis la RT 20 sous l'établissement « A Muntagnera » au Col de Vizzavona permet d'y accéder rapidement. Faible dénivelé.
- Il existe de nombreuses pistes forestières dans la forêt de Vizzavona et celle communale de Vivario, permettant promenades, excursions et escalades.
- Le Monte d'Oro (2 389 m) est accessible par un sentier balisé depuis la hameau de Vizzavona. Au Nord-ouest à 500 m à « vol d'oiseau » se situe le lac d'Oro (1 970 m d'altitude) et plus au nord, le Petit lac d'Oro (1 563 m).
- Parc aventure en forêt de Vizzavona, avec plus de cent parcours dans les arbres.
- Savaggio, camp de vacances de l'Éducation nationale.
- Camping « le Soleil » à Tattone.

### Cultes
Il existe plusieurs lieux de culte, tous catholiques, à Vivario. L'église paroissiale Saint Pierre-aux-Liens relève du diocèse d'Ajaccio. En été, des concerts y sont donnés.

### Manifestations culturelles et festivités
- La fête patronale a lieu tous les 1er août.
- Le 16 juillet, la confrérie des "Dames de la Miséricorde d'Ajaccio" vient fêter Notre-Dame du Mont Carmel à la chapelle Notre-Dame de la Forêt.

## Économie

### Tourisme
Vivario bénéficie d'une position géographique favorable dans le Cortenais avec les remarquables forêt de Vizzavona et Monte d'Oro. Déjà fin XIXe siècle - début du XXe siècle, une petite économie s'était développée à Vizzavona, lieu de villégiature prisé par les touristes britanniques. Subsistent de leur fréquentation la « Cascade des Anglais » ou encore l'« abri Southwell ». De nos jours, sur le passage de la route territoriale 20 principal axe routier reliant les deux métropoles de l'île que sont Ajaccio et Bastia, la commune dispose de plusieurs commerces : hôtels, restaurants et un camping, au village-même, à Vizzavona (forêt et gare) et à Savaggio. Le plus fréquenté est « le Chalet », une halte en toute saison pour beaucoup de voyageurs, située au carrefour des routes T20 et D69.

### Agriculture
Depuis longtemps les forêts territoriales (Vizzavona et Rospa-Sorba) et communale ont été exploitées pour la qualité des bois produits (pin laricio) et ce, malgré un relief rendant leur exploitation difficile.

L'agriculture pastorale (élevages d'ovins, caprins, porcins et veaux corses) reste une activité économique non négligeable même si le nombre d'éleveurs a fortement chuté ces dernières décennies. Le fromage produit par Mimi Costa, seul berger en activité, est du type Venachese et est présent chaque année à la Fiera di U Casgiu.

## Culture locale et patrimoine

### Lieux et monuments

#### Monument aux morts
Le monument aux morts de Vivario situé en bordure de la RT 20, en face à l'église paroissiale Saint-Pierre-aux-Liens, supporte une piéta, remarquable œuvre du sculpteur corse Noël Bonardi, en granite rose poli pesant 4 tonnes pour une hauteur de 3,50 m.

#### Église Saint Pierre-aux-Liens
L'église paroissiale Saint Pierre-aux-Liens est située au cœur du village, en bordure de la RN 193. Un classique clocher à trois étages lui est accolé, le dernier étant flanqué de pyramidions aux angles et présentant une horloge.

#### Chapelle Notre-Dame des Neiges
La chapelle Notre-Dame des Neiges se trouve au col de Vizzavona, au lieu-dit la Foce sous le col de Vizzavona, dans la grande hêtraie de Vizzavona. Les offices, célébrés en période estivale compte tenu de la fréquentation du site, se font en plein air.

#### Chapelle Notre-Dame de la Forêt
La chapelle Notre-Dame de la Forêt se trouve sur le bord de la route d'accès au hameau de Vizzavona-gare. Le petit édifice religieux est de construction simple, tout comme son autel.

#### Chapelle San Petro
La petite chapelle San Petro (Saint-Pierre et Saint-Paul) se situe entre le hameau de Tattone et le lieu-dit « Savaggio », en contrebas de la voie ferrée. Il est accessible par un chemin démarrant au Centre de Vacances de l'Éducation Nationale de Savaggio. L'édifice, de base octogonale avec un soubassement de pierres de granit taillées et une charpente couverte de tuiles rouges, a été construit au milieu d'un bosquet de châtaigniers. En 2012 il est en réfection totale.

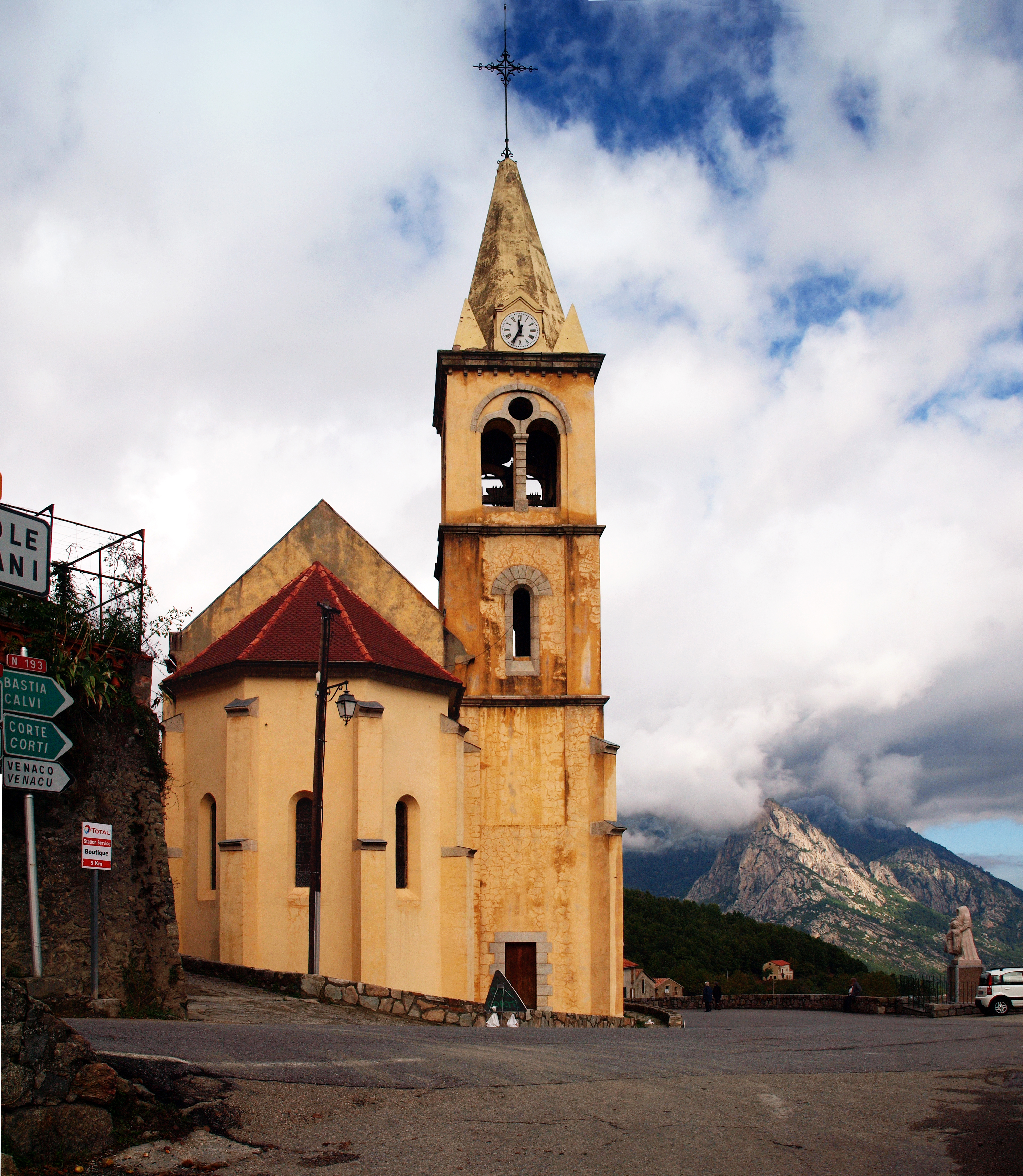
L'église et le monument aux morts.
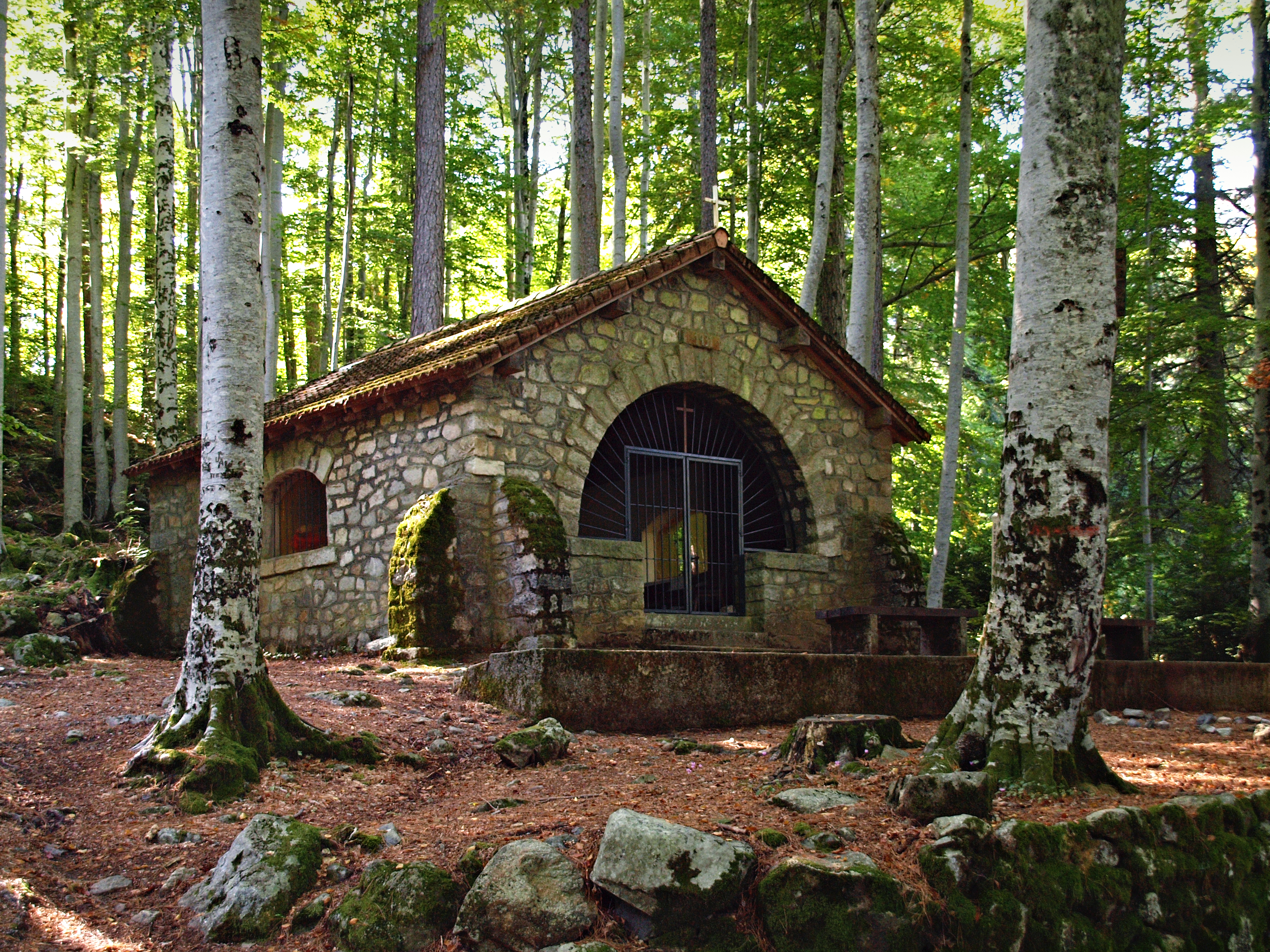
Notre-Dame de la Forêt.
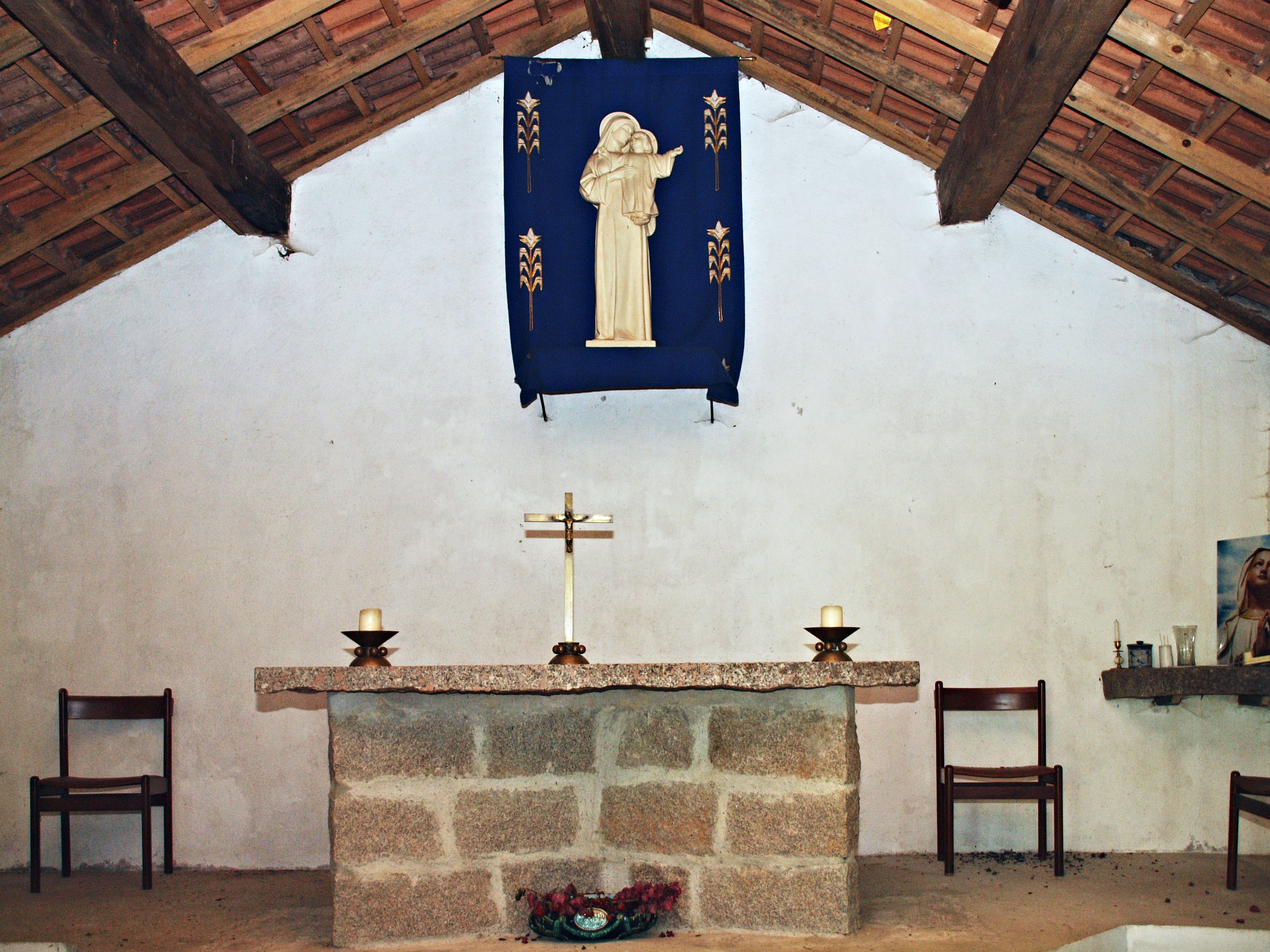
Intérieur de Notre-Dame de la Forêt.
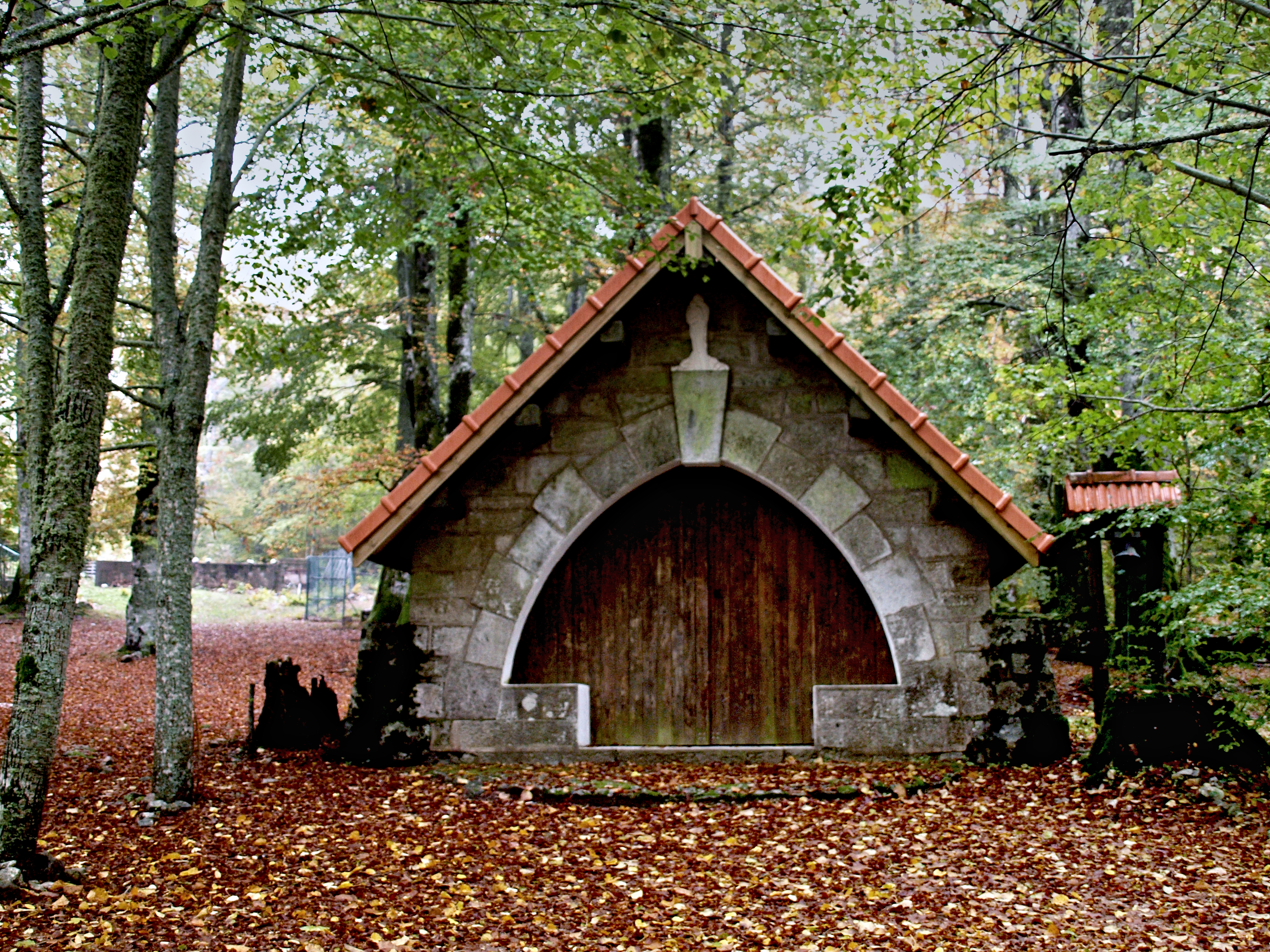
Notre-Dame des Neiges.
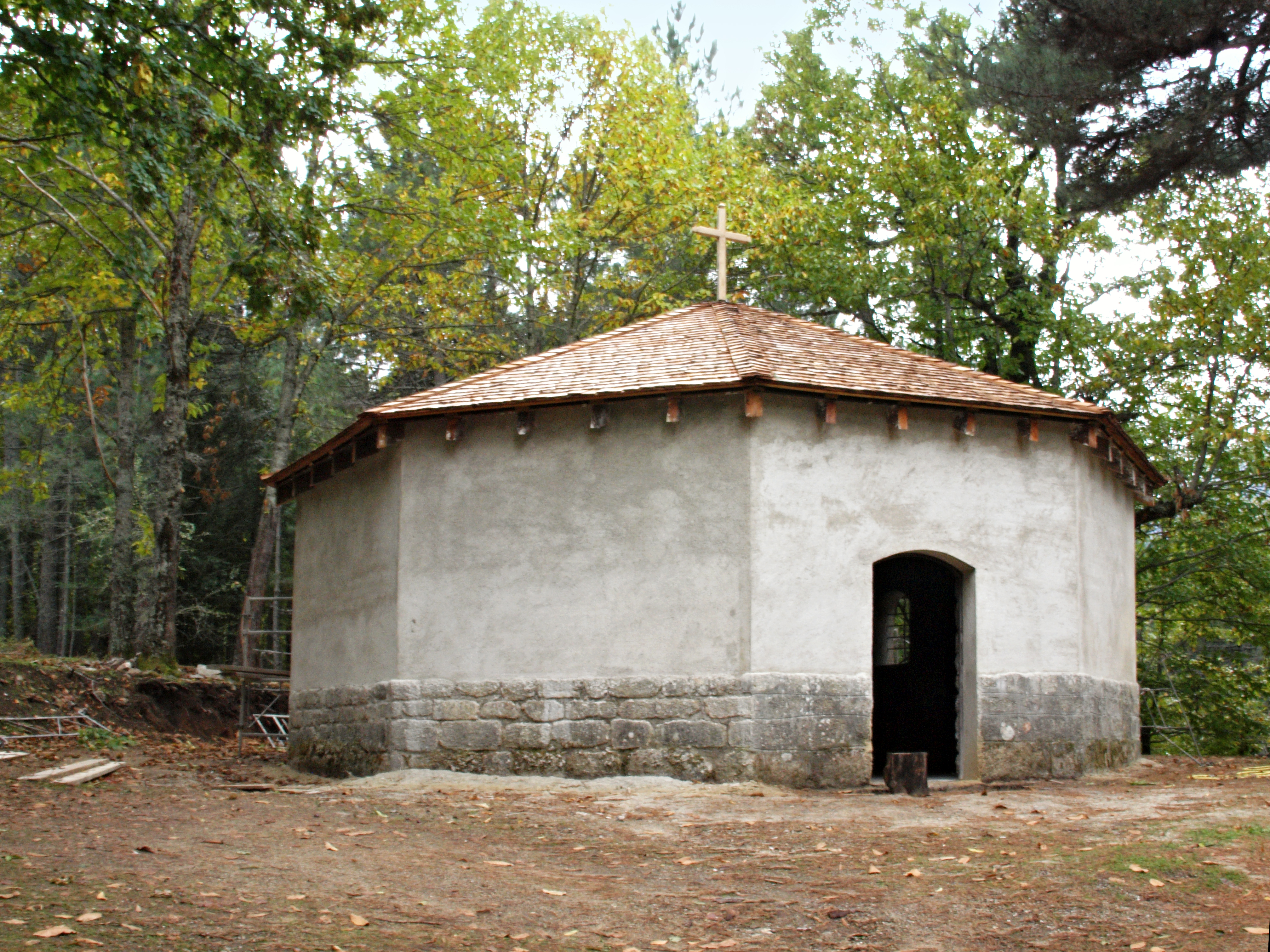
Chapelle San Petro.

#### Fort de Vivario

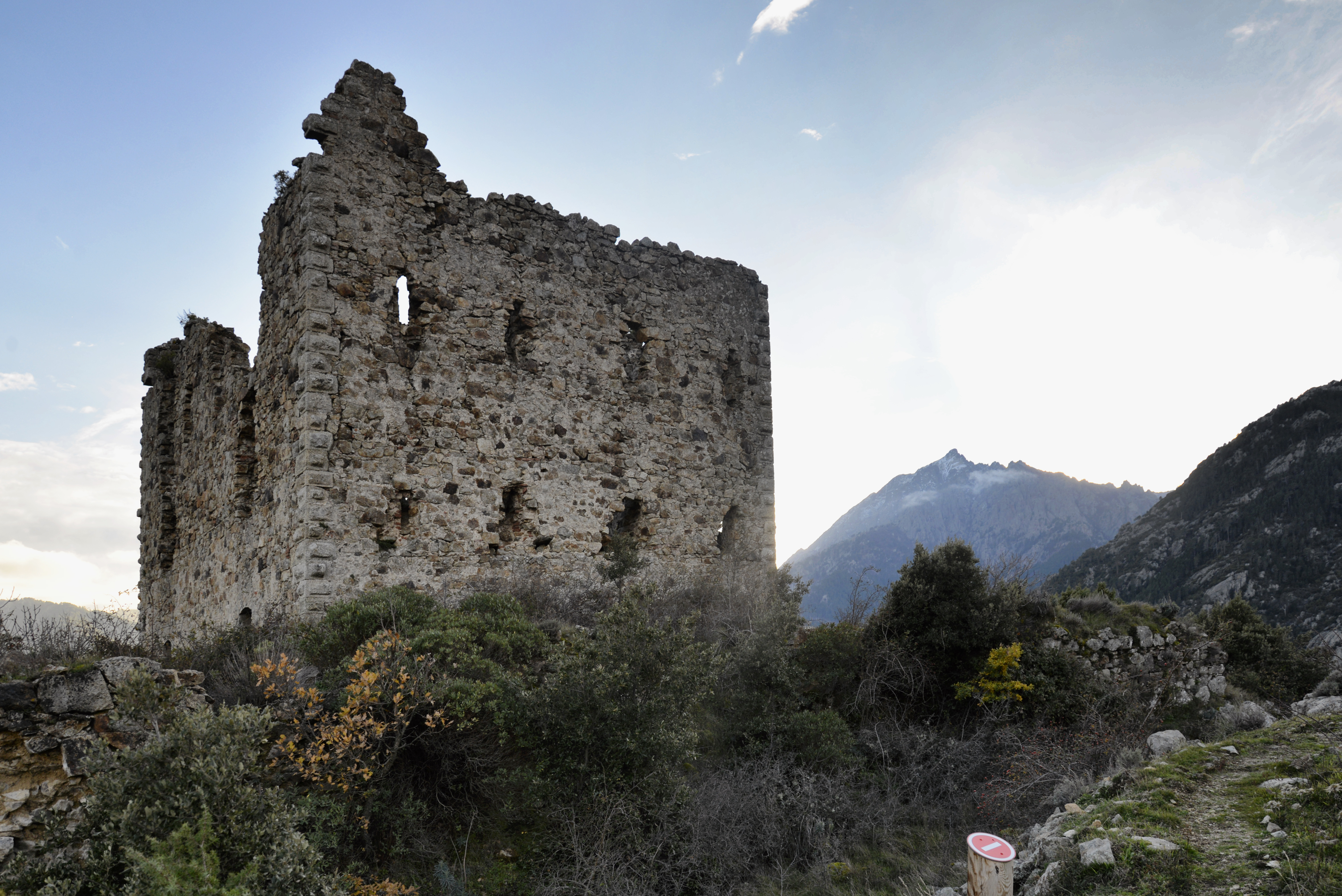
Ruines de la redoute de Pasciolo

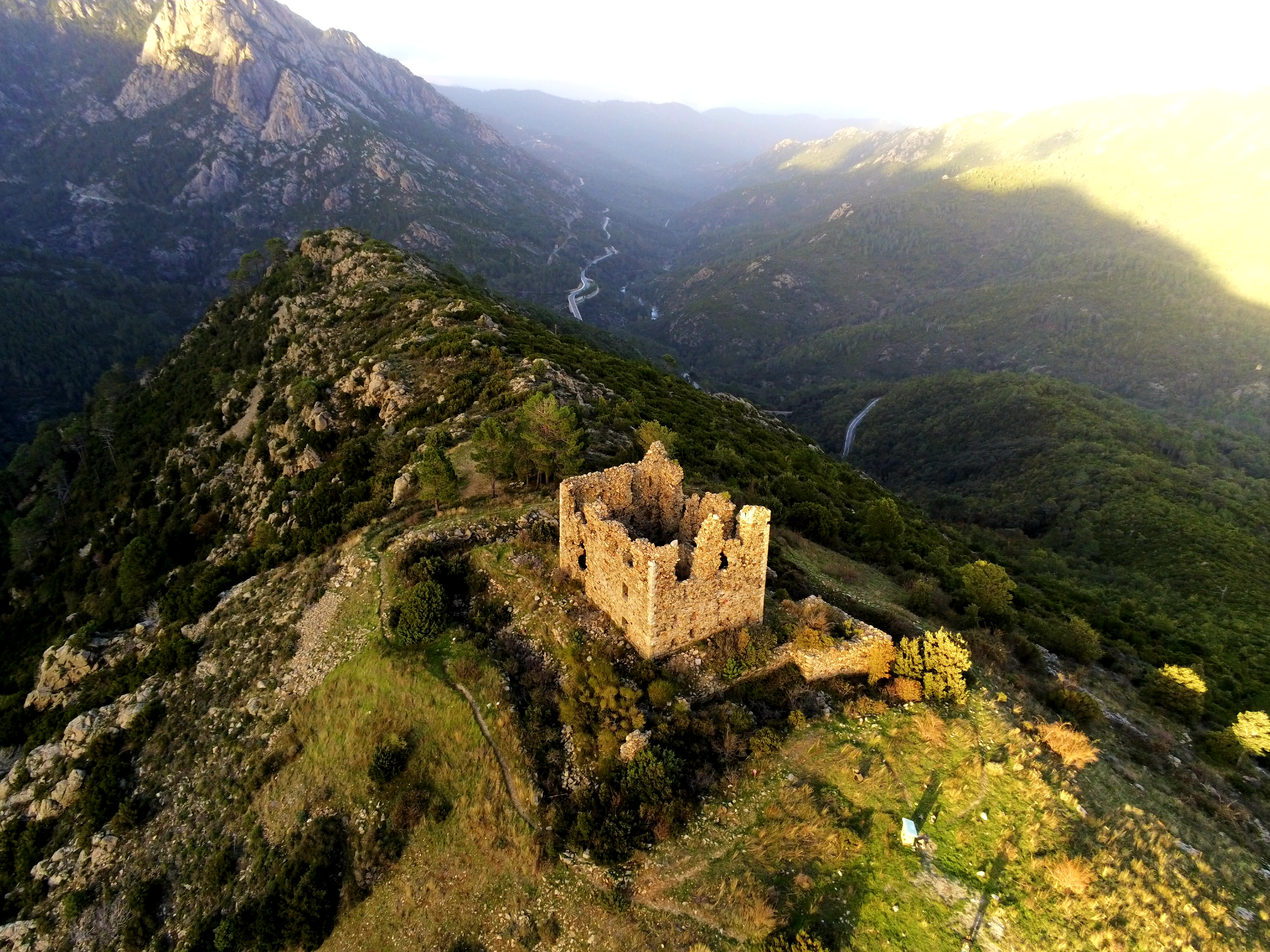
Ruines de la redoute vue du ciel

Le fort de Vivario ou redoute de Pasciolo ruiné. Il a été construit en 1771 sur un piton rocheux entouré d'une courtine, avec une citerne souterraine d'environ 90 m3, à 797 m d'altitude au nord-ouest du village. Il pouvait abriter une garnison ordinaire de 48 hommes et 84 hommes pendant un an en cas de nécessité. Sous l'Empire, le général Morand transforma l'ouvrage en prison. En 1849, un état des lieux montrait qu'il était déjà dans l'état de délabrement que l'on observe aujourd'hui. Propriété d'une personne privée, il est protégé et classé Monument historique par arrêté du 25 mars 1977.

#### Fort de Vizzavona

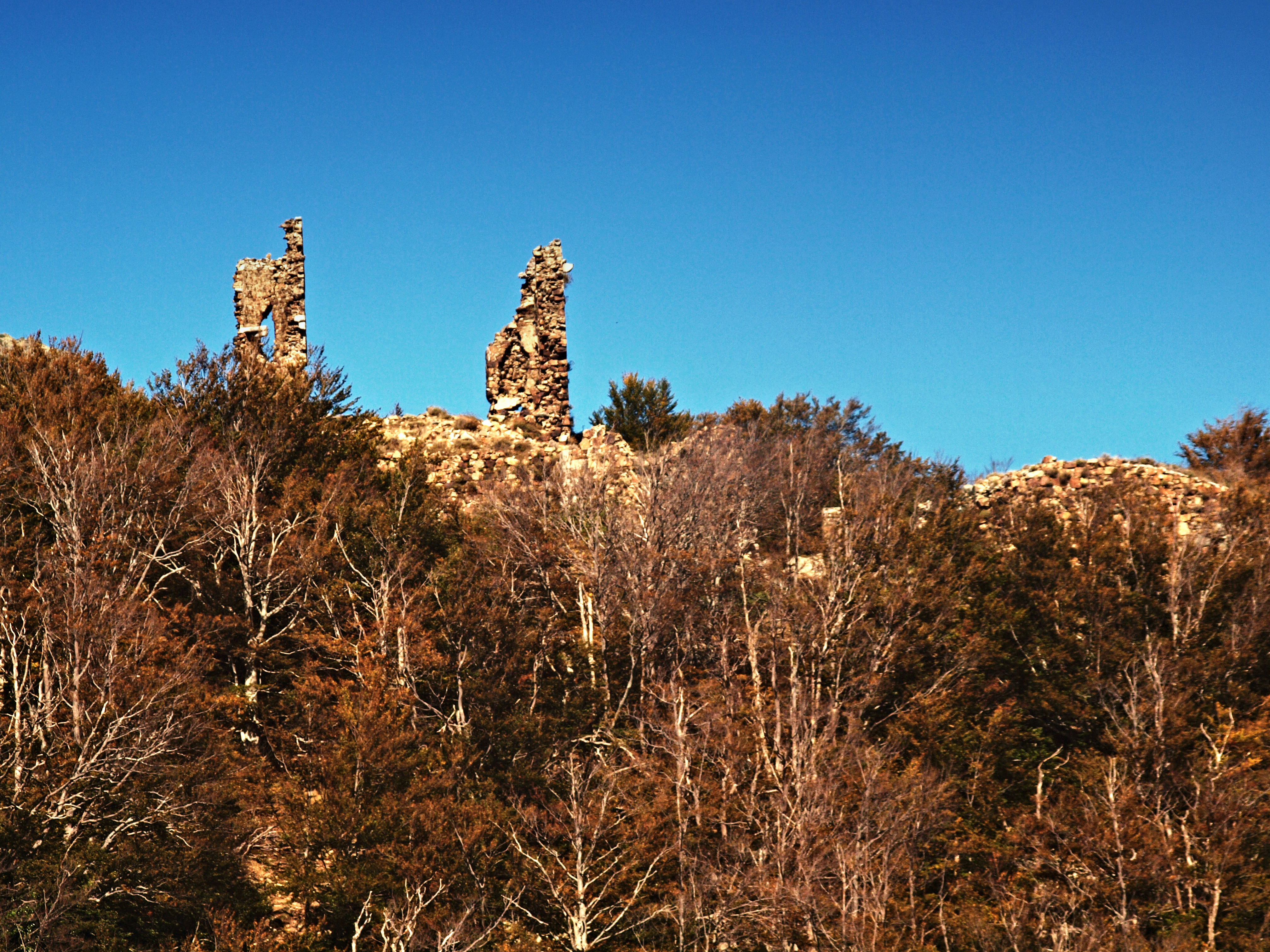
Ruines du Fort de Vaux

Le fort de Vizzavona encore appelé Fort De Vaux ou Fort di a Foce, avait été construit en 1772 au col même, à 1 190 m, par les troupes du général français Comte de Vaux qui était alors gouverneur de Corse. De ce fort il ne reste que des vestiges, visibles au-dessus de la RN 193 côté du Monte d'Oro. Il avait été construit, après la défaite des Nationaux, pour surveiller et contrôler le passage du col de Vizzavona.
Propriété de l'État, il est protégé et classé Monument historique par arrêté du 4 août 1992.

#### Viaduc sur le Vecchio
Le viaduc sur le Vecchio ou pont Eiffel construit de 1891 à 1893, « à cheval » sur Vivario et sur Venaco permet à la ligne centrale des CFC de franchir la rivière. Propriété de l'État, il est  inscrit Monument historique par arrêté du 29 juillet 1976.

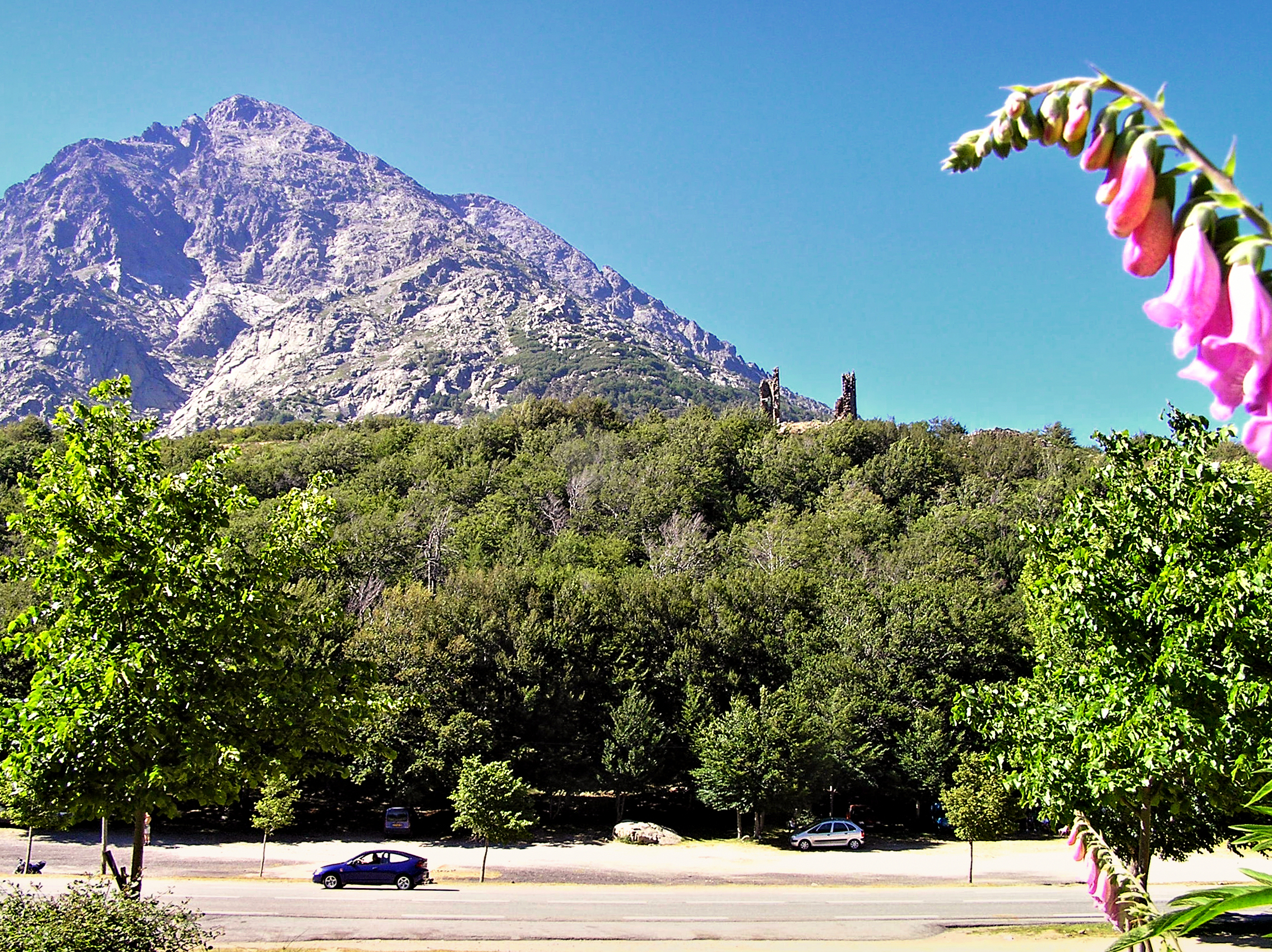
Fort de Vizzavona - Monte d'Oro.
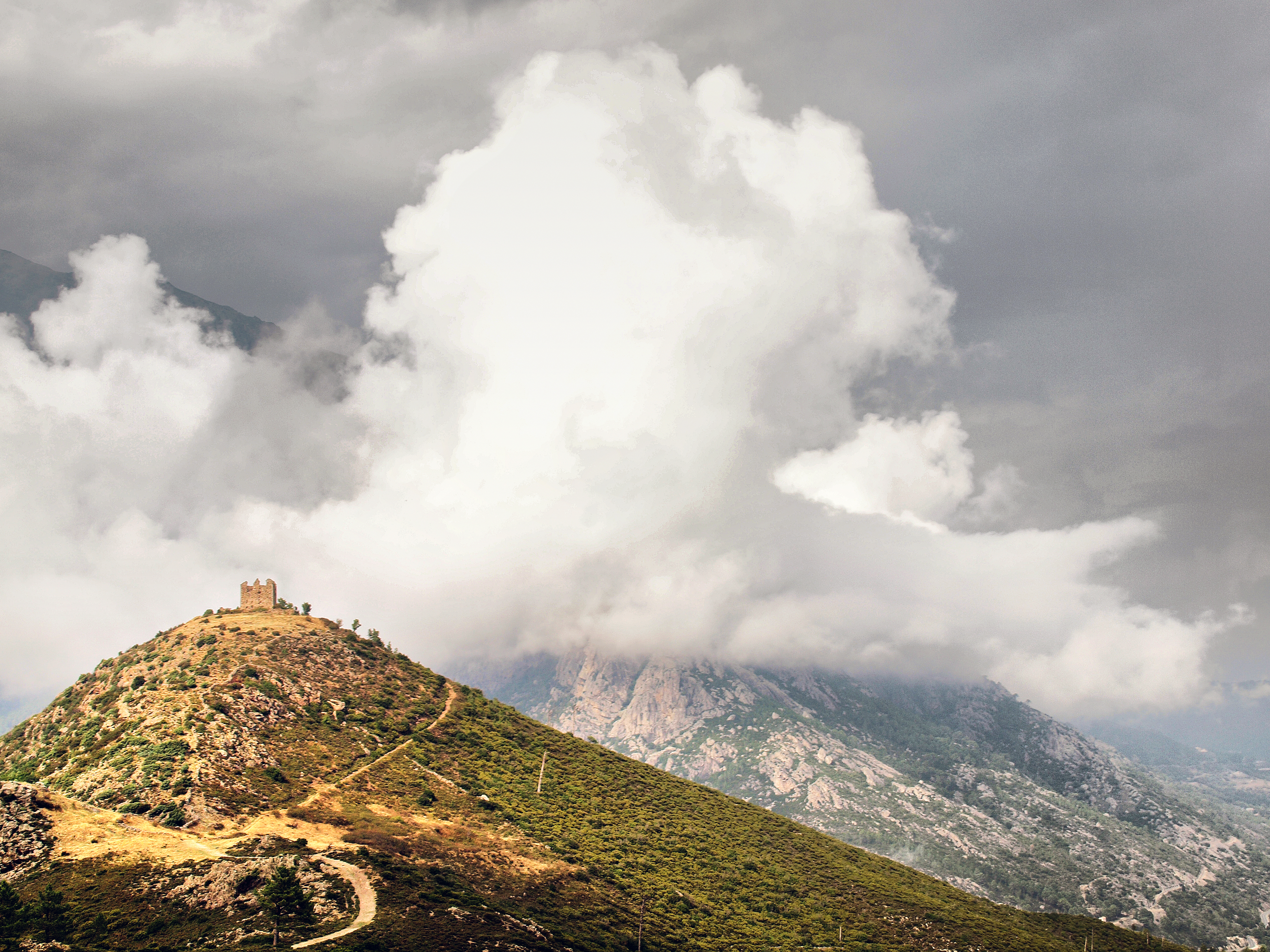
Fortin de Pasciolo.
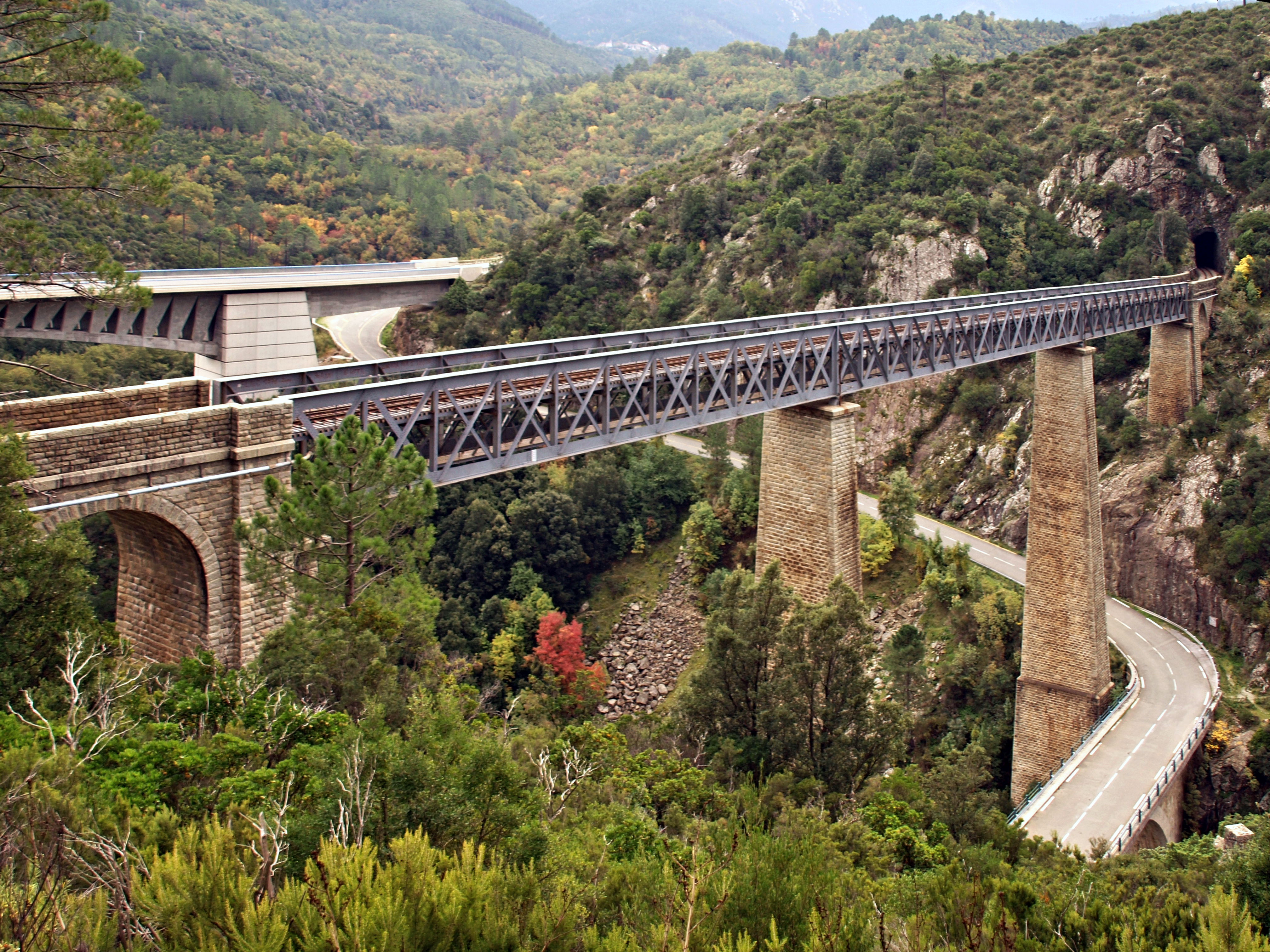
Les 3 ponts sur le Vecchio.
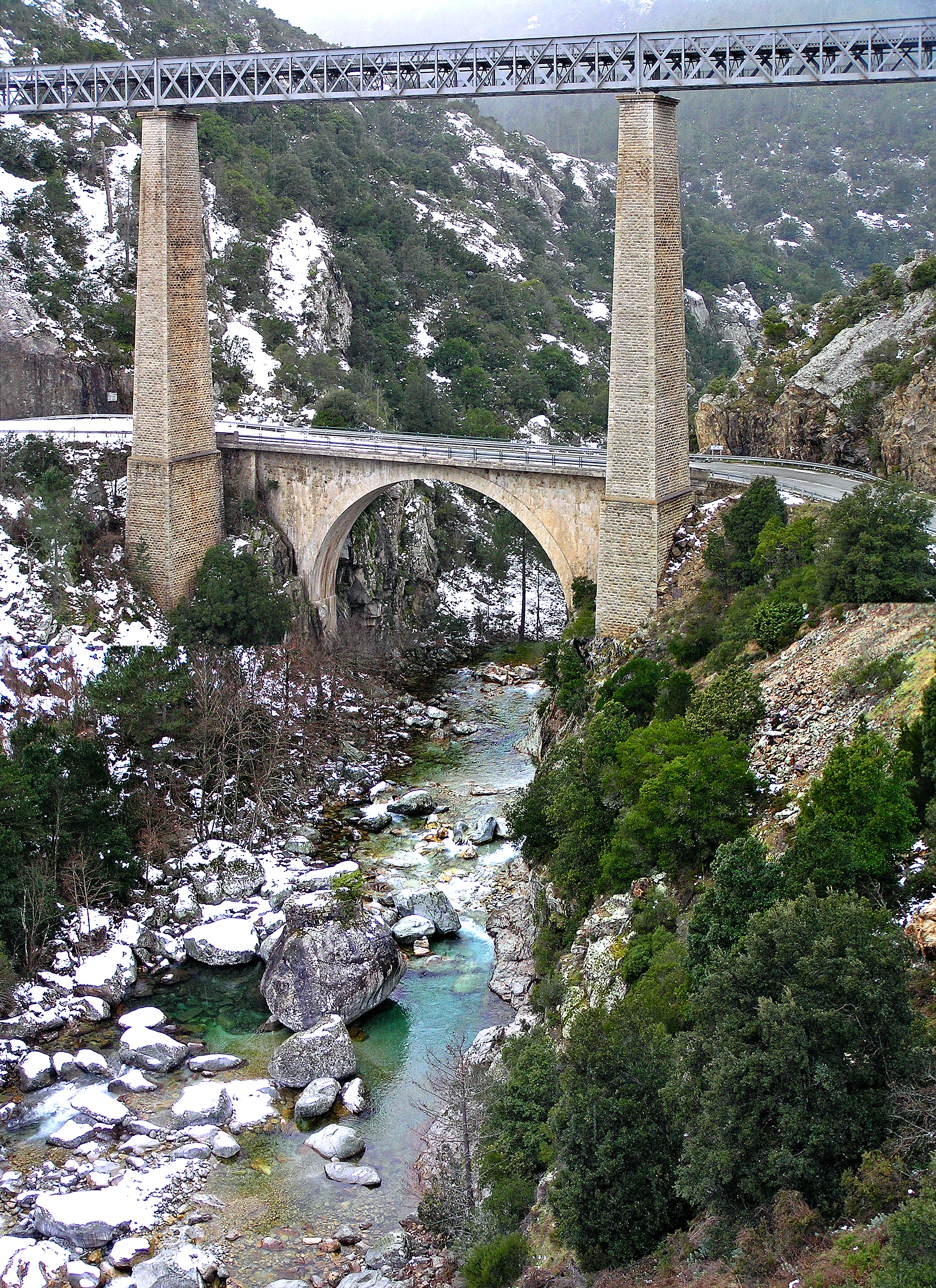
Le Vecchio et le pont Eiffel.

### Patrimoine culturel

#### Fontaine de Diane à la biche

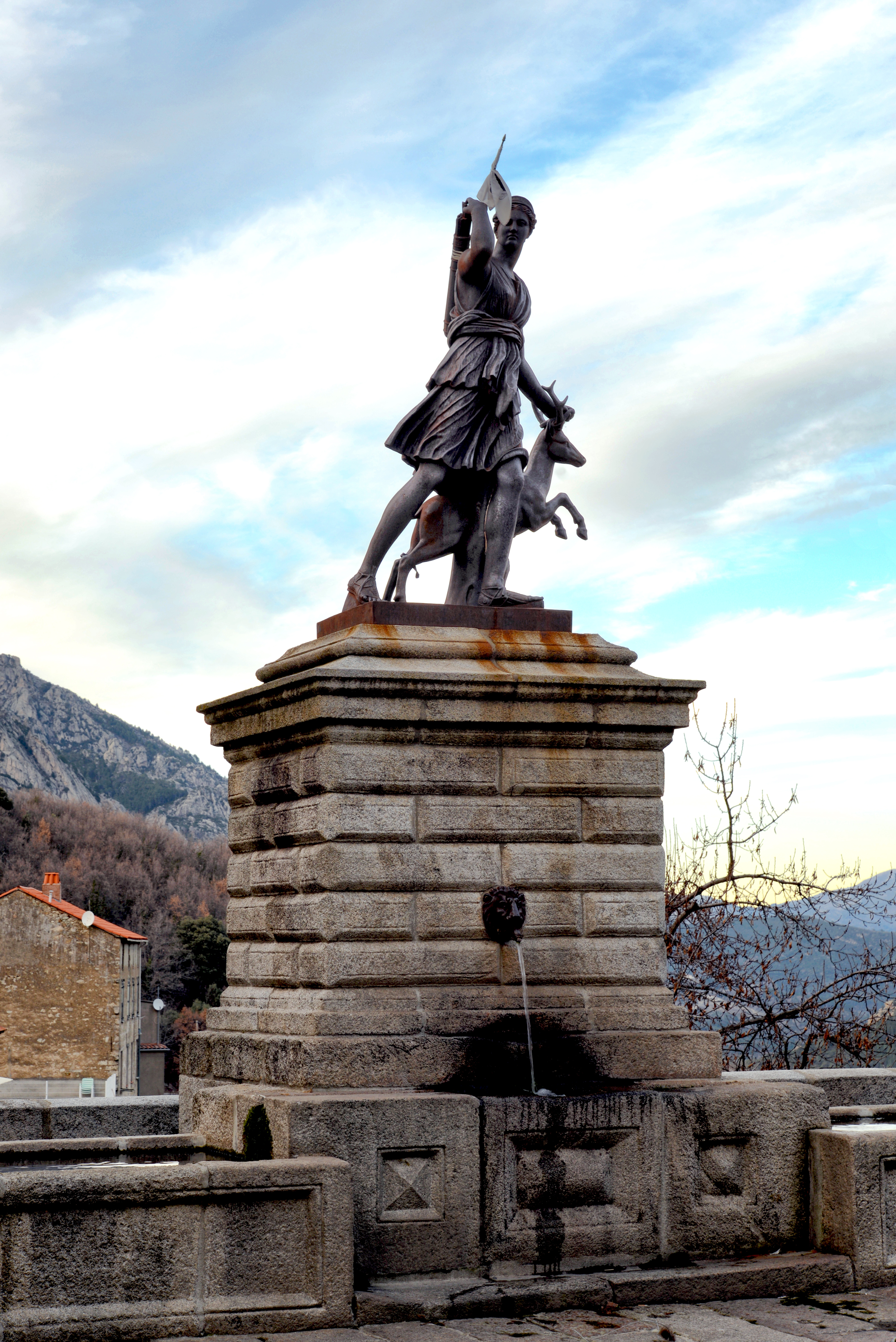
Fontaine de Diane à la biche

Au cœur du village se trouve une fontaine avec bassin en granite construite en 1878, sommée d'une statue en fonte de fer de Diane à la biche. Il s'agit d'une copie de la statue antique offerte à Henri II par le pape Paul IV. Au Louvre depuis 1798, cette statue est aussi dite Diane de Versailles où elle avait été présentée sous le règne de Louis XIV.
L’œuvre est reprise à l'inventaire général du patrimoine culturel.

### Patrimoine naturel

#### Parc naturel régional
Vivario est une commune adhérente au parc naturel régional de Corse, dans son « territoire de vie » appelé Centre Corse.

#### ZNIEFF
Vivario est concernée par neuf zones naturelles d'intérêt écologique, faunistique et floristique de 2e génération :
Chaos du Manganellu (940030391) ;
Cirque et lac glaciaire d'Oro (940004178) ;
Crêtes et hauts versants asylvatiques du monte Renoso (940004214) ;
Crêtes et hauts versants asylvatiques du monte Rotondo (940004246)
D'une superficie de 1 870 ha, la zone concerne Guagno, Corte et Venaco, et réunit l'ensemble de lacs montagnards permanents le plus important de l'île. Tous ces lacs ont une origine glaciaire et sont donc l'héritage de la dernière glaciation, il y a 4 000 ans.
C'est dans ce secteur que l'on trouve le plus grand lac d'altitude de Corse (lac du Rotondo : 7,4 hectares), le plus profond (Capitello : 42 mètres) et le plus haut (lac de Gardiola : 2 442 mètres). D'intérêts patrimoniaux et complémentaires très variés, la zone fait l'objet de la fiche ZNIEFF 940004181 - Cirques et lacs glaciaires du monte Rotondo ;
Forêt de Rospa-Sorba (940004216)
La zone d'une superficie de 3 068 ha située à l'est de Vivario, couvre les hauteurs de six communes : Muracciole, Noceta, Pietroso, Rospigliani, Vezzani et Vivario.
Ce vaste massif forestier occupe les versants nord-est et nord-ouest d'une petite chaîne montagneuse se présentant sous l'aspect d'un "V" renversé.
L'essence principale est le pin laricio (u large en langue corse), avec un sous-bois de bruyère arborescente. Est également présent le pin maritime en mélange aux altitudes inférieures et sur les versants les mieux exposés. Le chêne vert couvre des secteurs rocheux. Dans le fond des vallons se développe l'aulne glutineux ;
Hêtraie du col de Vizzavona (940004212)
La hêtraie du col de Vizzavona couvre une superficie de 871 ha. Elle occupe le versant nord de la Punta dell'Oriente entre 850 mètres d'altitude, un peu en aval de la gare de Vizzavona, et 1 600 mètres. Les conditions climatiques créées par une nébulosité importante sont très favorables au développement de la hêtraie ;
Massif forestier de Vizzavona-Vivario-Venaco (940004243)
Venaco et Vivario se partagent cette zone de 2 949 ha de massif forestier, s'étalant entre 602 m et 2 389 m. Elle fait l'objet de la fiche ZNIEFF 940004243 - Massif forestier de Vizzavona-Vivario-Venaco ;
Sommets du monte d'Oro et de la punta Migliarello (940004179) ;
Tunnel de Muracciole (940030486)
La zone d'une superficie de 16 ha d'origine artificielle, est un ancien tunnel ferroviaire creusé entre la route D343 et la voie de chemin de fer actuelle à 500 m au sud-ouest du village de Muracciole. Il n'a jamais été utilisé. C'est un gîte majeur pour les chiroptères, découvert en 1986 par Mme Salotti.

#### Natura 2000
Sites d'Intérêt Communautaire (Dir. Habitat)
Monte d'Oro / Vizzavona
Le site abrite un SIC de la directive « Habitats, faune, flore », d'une superficie de 2 553 ha, inscrit à l'Inventaire national du patrimoine naturel sous la fiche FR9400579 - Monte d'Oro / Vizzavona.
Il se situe principalement dans la série « Granite de Corse centrale à grain moyen ». Le Monte d'Oro est une enclave représentant le volcanisme rhyolithique. On y trouve également des zones de gabbros et diorites.
Son importance réside dans ses richesses floristiques et faunistiques. Les eaux de ses torrents sont d'une grande pureté.

### Patrimoine culturel

#### Casa di a Natura à Vizzavona
C'est une ancienne maison cantonnière située à 1 000 m d'altitude. Elle abritait les ouvriers ayant creusé de 1880 à 1888 sous le col de Vizzavona un tunnel ferroviaire de 4 km. Elle est aujourd'hui une structure d'accueil et d'hébergement offrant des séjours nature à caractère pédagogique.

Gérée par le P.N.R.C., cette structure d'une capacité d'accueil de 34 places est agréée par le ministère de l'Éducation Nationale et déclarée auprès de celui de la Jeunesse et des Sports.

#### A Casetta
Face à la Maison forestière de Vizzavona et en contrebas de la RT 20, a été construite la casetta en bois, pour abriter une exposition pédagogique permanente sur la forêt, son histoire et héritage, les métiers de la forêt, l'Office national des forêts, les devoirs de l'ONF Corse, les travaux en forêt, la faune endémique de Corse, le pin lariciu de Corse (A large), la flore endémique de Corse, les forêts publiques de Corse bénéficiant du régime forestier, le site Natura 2000 "les chauves-souris de l'ancien tunnel de Muracciole", etc.
La casetta a la particularité d'avoir une couverture en bois faite de  « scandule ». C'est dans les zones boisées granitiques d'Asco au nord jusqu'à Quenza au sud que les scandule étaient utilisées pour la confection des toits de maisons de villages, de bergeries et d'autres bâtiments. Elles étaient confectionnées de bois de châtaignier ou de pin lariciu. Cette technique permettait de valoriser des ressources locales. De nos jours, le châtaignier est avec le chêne, le plus utilisé. Ces matériaux assurent une longévité remarquable et une isolation phonique et thermique élevée.

### Personnalités liées à la commune
- Le Pape Formose dont on dit qu'il serait né au hameau du Prellu en 816.
- Le peintre Pierre Graziani, né à Vivario en 1932, contemporain de l'école néo-réaliste de Nice (Ben). Élève aux beaux-arts de Marseille, connu pour ses peintures de nuages et de désert, ainsi que de la forêt africaine (Gabon notamment).
- Toussaint Muraccioli, né en 1905 à Vivario, qui fut le père d'Antoine Muraccioli, travaillait aux Travaux publics de ce qui s'appelait alors la France d'Outre-Mer.
- Antoine Muraccioli (Antoine tout court pour la chanson et le disque) a évoqué en 1984 le village de Vivario , berceau de sa famille, dans une chanson nostalgique intitulée Vivario, où il regrette le temps des bergers et conclut par son regret de ne pouvoir y vivre, entre gendarmes et plastiqueurs du FLNC[35].

## Pour approfondir